# André Masséna
Pour les articles homonymes, voir Masséna.
André Masséna, né Andrea Massena, 1er duc de Rivoli et prince d'Essling, né le 6 mai 1758 à Nice (alors dans le comté de Nice du royaume de Sardaigne) et mort le 4 avril 1817 à Paris, est un militaire français, élevé à la dignité de maréchal d'Empire par Napoléon en 1804.
Il commence sa carrière dans l'armée de l'Ancien Régime et participe aux guerres de la Révolution française, au cours desquelles il s'affirme comme l'un des meilleurs généraux de la République. Après avoir été le principal lieutenant de Napoléon Bonaparte pendant la première campagne d'Italie, où il contribue de façon décisive aux victoires d'Arcole et de Rivoli, il remporte en 1799 la deuxième bataille de Zurich dont les répercussions stratégiques sont considérables pour la France.
Sous l'Empire, il continue de faire preuve d'une grande compétence dans ses divers commandements, tant sous les ordres directs de Napoléon qu'à la tête d'une force indépendante sur des théâtres d'opération secondaires. En 1805, il se bat une nouvelle fois en Italie, envahit peu après le royaume de Naples et joue un rôle majeur au cours des batailles d'Essling et de Wagram en 1809. Cependant, son échec au Portugal face au général anglais Wellington l'année suivante lui vaut la disgrâce de l'Empereur qui ne lui confie plus aucun poste militaire d'envergure durant l'Empire. Rallié aux Bourbons à la Restauration, il meurt peu après à l'âge de 58 ans.
Doté d'un solide sens tactique et stratégique, capable de faire preuve à la fois d'énergie et de prudence dans l'exercice de son commandement, Masséna jouit de l'estime de Napoléon qui le considère comme son meilleur subordonné, allant jusqu'à le surnommer « l'enfant chéri de la victoire » pour son brillant comportement à la bataille de Rivoli. Sa réputation est cependant ternie par ses faiblesses morales, sa cupidité et son goût pour le pillage.

## Biographie

### Ancien Régime
Fils de Jules César Masséna et de Catherine Fabre, André Masséna naît le 6 mai 1758 à Nice, dans le comté du même nom, il a pour nom de baptême Andrea Massena et est baptisé le 6 en la cathédrale Sainte-Réparate par le chanoine Ignazio Cacciardi. Sa famille, originaire du Piémont et installée depuis au moins trois siècles dans la vallée de la Vésubie, possède des terres à Levens, situé dans l'arrière-pays de Nice. Son père, après avoir servi un temps dans l'armée, devient marchand de vin puis négociant à son retour au pays en 1754. Il se marie la même année avec Catherine Fabre, dont le père est entrepreneur de travaux et armateur toulonnais, et de qui il a six enfants. Malade de la tuberculose, il meurt en 1764 et sa veuve, vite remariée, confie les orphelins aux soins de la famille de son premier époux ; André, l'aîné des trois garçons, est alors âgé de six ans.
Il passe son enfance à Levens dans la maison familiale et se révèle très tôt comme un garçon turbulent. Alors qu'il n'a pas encore dix ans, sa grand-mère, soucieuse de compenser son manque d'éducation, tente d'en faire un boulanger mais le jeune André ne s'y plaît guère, pas plus qu'à la savonnerie de son oncle où il travaille jusqu'à l'âge de 14 ans. Renonçant alors à une carrière d'artisan, il préfère s'enfuir pour s'engager comme mousse sur un navire marchand et effectue plusieurs traversées océaniques. En 1775, à l'âge de 17 ans, il abandonne définitivement le métier de marin et, sur le conseil de son oncle Marcel qui y sert déjà en tant que sous-officier, s'engage dans le régiment Royal-Italien stationné à Toulon.
Avantagé par sa bonne condition physique, il y apprend le métier des armes tandis que son oncle se charge de son éducation. Caporal le 1er septembre 1776, il est successivement promu sergent le 18 avril 1777, fourrier en 1782 et enfin adjudant à 26 ans le 4 septembre 1784. C'est alors le plus haut grade au sein de l'armée royale française qu'un roturier est en droit d'espérer. Le 13 avril de la même année, Masséna est reçu apprenti dans la loge Les Élèves de Minerve, à Toulon. Sa progression au sein de la hiérarchie de cette loge est rapide et il en devient maître de cérémonie dès le 15 août. Le 27 septembre 1787, le Grand Orient crée la loge de La Parfaite Amitié au sein même du régiment Royal-Italien, dont Masséna devient le président.
En 1788, à la suite de la restructuration du Royal-Italien, Masséna est envoyé à Antibes où il intègre le corps des chasseurs royaux de Provence. Il s'y fait remarquer comme un sous-officier compétent ; son avancement étant désormais bloqué, il demande l'année suivante à passer dans la gendarmerie, mais sa demande est rejetée en dépit des recommandations de son supérieur. Il quitte finalement son régiment le 3 août 1789, dans les premiers jours de la Révolution française, pour aller s'installer à Antibes. Il s'y marie le 10 août avec Marie Rosalie Lamera (ou Lamare), fille d'un maître chirurgien. Peu fortuné, Masséna ouvre une épicerie et se livre pendant environ deux ans, sans grand succès, à la contrebande. Dans le même temps, il devient un membre actif des cercles révolutionnaires locaux. La Révolution ayant instauré la formation de gardes nationales dans les villes, Masséna est nommé instructeur de celle d'Antibes en raison de son expérience militaire. Il montre à ce poste une grande efficacité et est directement élu capitaine instructeur du 2e bataillon de volontaires du Var le 14 septembre 1791. Il passe ensuite lieutenant-colonel en second le 1er février 1792 et lieutenant-colonel en premier le 1er août suivant.

### Guerres de la Révolution française
Pour un article plus général, voir Guerres de la Révolution française.

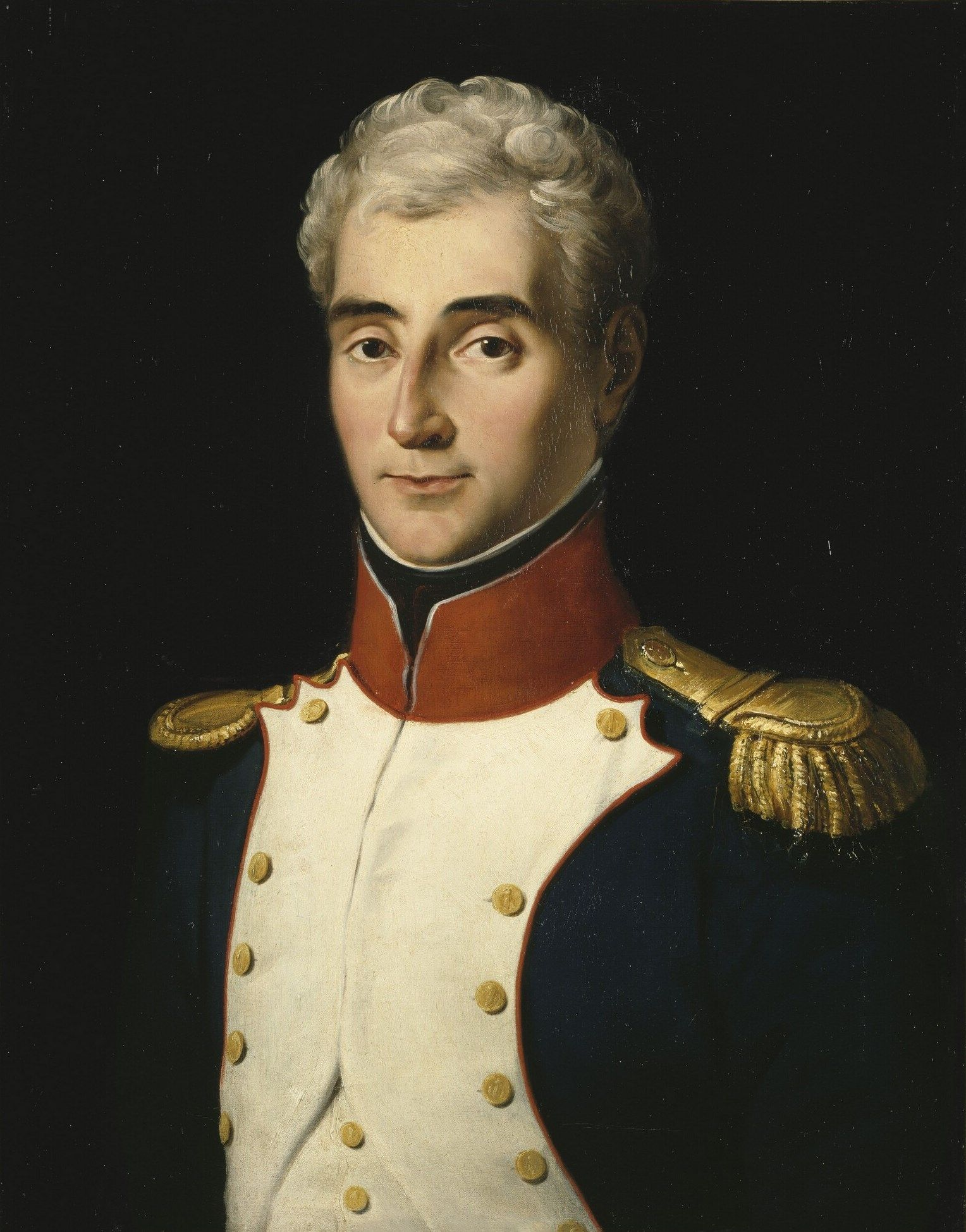
André Masséna en uniforme de lieutenant-colonel au 2e bataillon du Var (peinture de Ferdinand Wachsmuth, 1834).

Il participe à la première campagne du Piémont dans les armées de la République. Son bataillon est affecté à l'armée du Var commandée par le général Jacques Bernard d'Anselme, dans une brigade comprenant aussi le 3e bataillon du Var, le 1er bataillon de l'Hérault et un escadron de dragons. Masséna se forge rapidement une réputation de chef soucieux de la discipline et de l'entretien de son unité. Le général d'Anselme pénètre dans la ville de Nice le 29 septembre 1792 à la tête des troupes françaises d'occupation du comté de Nice ; peu de temps après, le bataillon de Masséna, intégré à la colonne du général Brunet, occupe la principauté de Monaco au mois d'octobre. Les exactions commises par l'armée française suscitent la colère des populations locales et Masséna doit participer à la répression du mouvement barbet de résistance à l'occupation française du Comté de Nice. Originaire du pays et le connaissant parfaitement, il est de ce fait particulièrement apprécié par sa hiérarchie qui cite également en exemple la bonne tenue de son bataillon.
Le 8 juin 1793, Masséna participe à un assaut sur le col de Tende. Malgré un succès initial, lui et ses hommes butent sur le camp défensif de Pérus, tenu par les Austro-Piémontais, et doivent se retirer en désordre. Cet échec ne porte pas atteinte à la carrière de Masséna qui bénéficie du soutien du nouveau commandant en chef de l'armée, le général Dumerbion, un ami de la famille. Il reçoit le commandement du camp de Fougasse, sur le col de Turini, et procède dans le même temps, sur ordre, à l'arrestation du général Dortoman, dont la gestion des troupes est mise en cause. Le 17 août, il est nommé chef de brigade du 51e régiment d'infanterie, mais Dumerbion refuse de le laisser rejoindre son affectation et Masséna reste donc au camp de Fougasse ; cinq jours plus tard, le 22 août, il apprend son élévation au grade de général de brigade. Il résiste aux assauts des Piémontais les 7 et 12 septembre puis, après son transfert à l'aile gauche de l'armée d'Italie, s'empare d'Utelle le 14 novembre. Il sollicite peu après un congé pour se reposer chez ses proches à Antibes.
Cet intermède ne dure pas longtemps : le 14 décembre, il est détaché au corps de siège de Toulon sous les ordres de Dugommier. Dès son arrivée, remplaçant au pied levé le général La Poype, il conduit en personne une colonne à l'assaut du fort Lartigue dont il se rend maître à la première charge. Il retourne alors les canons de gros calibre présents dans le fort contre la flotte anglaise déployée dans la rade de Toulon, ce qui, conjuguée à la chute du fort de l'Aiguillette — dans laquelle s'illustre un officier du nom de Napoléon Bonaparte —, précipite le repli de l'escadre britannique. En récompense de ses services, Masséna est promu au grade de général de division à titre provisoire le 20 décembre 1793 et nommé gouverneur de Toulon deux jours plus tard.
Il retourne ensuite à l'armée d'Italie en janvier 1794 et obtient le commandement de l'aile droite. À la fin du mois de mars, conformément aux ordres de Dumerbion, il déclenche une offensive dans le secteur de Gênes qui le porte jusqu'à Garessio le 19 avril puis à Colle Ardente qu'il enlève en même temps que le camp des « mille Fourches ». En conjonction avec le général Macquard, commandant la division du centre, il enlève le fort de Saorge le 29 avril puis le col de Tende le 8 mai, ouvrant à l'armée d'Italie les portes du Piémont. Selon Jean-Jacques Prévost, « l'exécution du plan de campagne (initié par Bonaparte) assurée par la brillante maîtrise tactique de Masséna et le remaniement efficace de l'artillerie de campagne due à Bonaparte furent les facteurs essentiels de ce succès ». Il est confirmé dans son grade de général de division le 29 août 1794. À la même période, jugeant son dispositif trop étendu, il décide cependant de rétrograder avec ses hommes jusqu'à Ormea par crainte d'un retour offensif des Impériaux. Le 21 septembre suivant, il bat avec 18 000 soldats les 8 000 Autrichiens du général Wallis à la bataille de Dego. Malade, il quitte ses fonctions le 22 décembre et sa division est confiée au général Sérurier.
De retour à l'armée en avril 1795, Masséna est placée à la tête de la 1re division de l'aile droite de l'armée d'Italie. Le front italien ne connaît alors guère d'activité mais, à la fin du mois de juin, les Austro-Piémontais passent à l'attaque et obligent les Français à reculer sur Borghetto, reconquérant le terrain perdu l'année précédente. Chassé de Melogno le 25 juin, Masséna se replie mais parvient tout de même à maintenir la discipline parmi ses troupes. À la suite de cet échec, le général en chef Kellermann est remplacé par Schérer qui décide, après avoir consulté Masséna, de lancer une offensive à l'approche de l'hiver. La manœuvre principale au centre est confiée à Masséna, qui commande pour l'occasion les deux divisions Laharpe et Charlet auxquelles s'ajoute un contingent de réserve. Le 23 novembre, lors de la bataille de Loano, il bouscule les positions adverses jusqu'au mont Settepani, non sans essuyer des pertes sévères, avant de se rabattre au sud en direction de Finale, sur la côte méditerranéenne. Ses forces contournent ainsi Loano et l'armée autrichienne du général Wallis positionnée sur la route de Finale, qui rétrograde finalement sur Savone en abandonnant aux Français une grande partie de son artillerie et de ses bagages. La contribution décisive de Masséna à la victoire lui vaut les félicitations du général Schérer, et le représentant François Joseph Ritter écrit aux autorités : « Masséna a fait des merveilles ».

### Sous les ordres de Bonaparte en Italie
Pour un article plus général, voir Campagne d'Italie (1796-1797).

« Camarades, vous avez devant vous 4 000 jeunes hommes issus des familles les plus riches de Vienne. Ils sont arrivés à Bassano par le service postal. Je vous recommande ces dandys. »

— Proclamation du général Masséna à ses troupes avant la bataille de Rivoli.

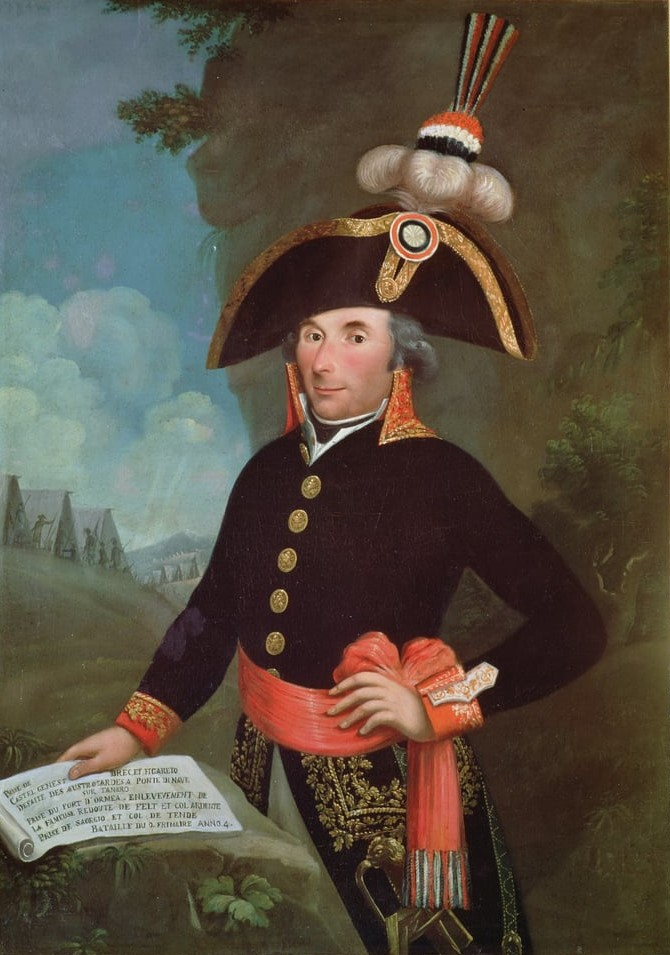
Le général André Masséna.

Masséna, alors âgé de 37 ans et à la réputation déjà bien établie, semble tout désigné pour succéder à Schérer au commandement en chef de l'armée d'Italie. C'est donc avec scepticisme qu'il accueille la nomination à ce poste du général Napoléon Bonaparte, de dix ans son cadet, davantage connu pour ses influentes relations dans les cercles parisiens que pour son expérience des champs de bataille. D'abord hostiles au nouveau venu, Masséna et les autres divisionnaires sont cependant très vite séduits par la détermination, l'énergie et le sens du commandement de ce dernier. Au commencement de la campagne, en avril 1796, Masséna a sous ses ordres les divisions Laharpe (8 500 hommes) et Meynier (9 500 hommes).
Après une entrevue avec Bonaparte le 10 avril, au cours de laquelle le général en chef lui fait part de ses intentions, Masséna participe à la bataille de Montenotte où il lance une offensive couronnée de succès sur le col de Cadibona, coupant en deux le dispositif austro-piémontais. Il poursuit ensuite les Autrichiens qui se replient sur Acqui. Le 14 avril, ses troupes s'emparent du village de Dego à l'issue d'un vif combat et s'y livrent à toutes sortes d'excès, au mépris de la discipline. De fait, lorsque le corps autrichien de Vukassovich fait irruption le lendemain, la surprise est totale : les soldats français doivent évacuer le village et Masséna lui-même, se trouvant au lit avec une amante, doit prendre la fuite en chemise de nuit. Le général parvient toutefois à regrouper ses forces et à reprendre Dego en fin de journée, non sans avoir subi des pertes importantes. Les troupes françaises remportent peu après une série de victoires qui poussent le royaume de Sardaigne à solliciter un armistice, tandis que les Autrichiens se retirent précipitamment à travers le nord de l'Italie.
Ayant franchi le Pô à Plaisance, Bonaparte rattrape l'arrière-garde autrichienne à Lodi, au bord de la rivière Adda. Le pont séparant les deux rives est enlevé au pas de charge par une colonne d'infanterie conduite par Masséna et une poignée de généraux (Dallemagne, Lannes, Berthier et Cervoni). Les Autrichiens, bousculés par cette action vigoureuse et par l'entrée en lice de la cavalerie française, abandonnent le terrain. La conduite de Masséna lors de cette bataille est récompensée par l'octroi d'un sabre d'honneur. Le 16 mai, Bonaparte fait son entrée à Milan. Malgré l'accueil enthousiaste de la population, il exige le paiement d'une contribution de 20 millions de livres or et laisse ses troupes se livrer au pillage, ce qui conduit une semaine plus tard à des révoltes anti-françaises à Binasco et Pavie. Le 21 mai, le général en chef décide de reprendre sa progression et l'avant-garde commandée par Masséna atteint Brescia le 27 mai puis Vérone le 1er juin. Dans cette phase de la campagne, marquée par les nombreuses tentatives mises en œuvre par les Autrichiens pour briser le siège de Mantoue, Masséna se trouve constamment sur la ligne de front, ce qui lui vaut l'estime de Bonaparte et ce jugement élogieux du général en chef, le 14 août : « actif, infatigable, a de l'audace, du coup d'œil et de la promptitude à se décider ».

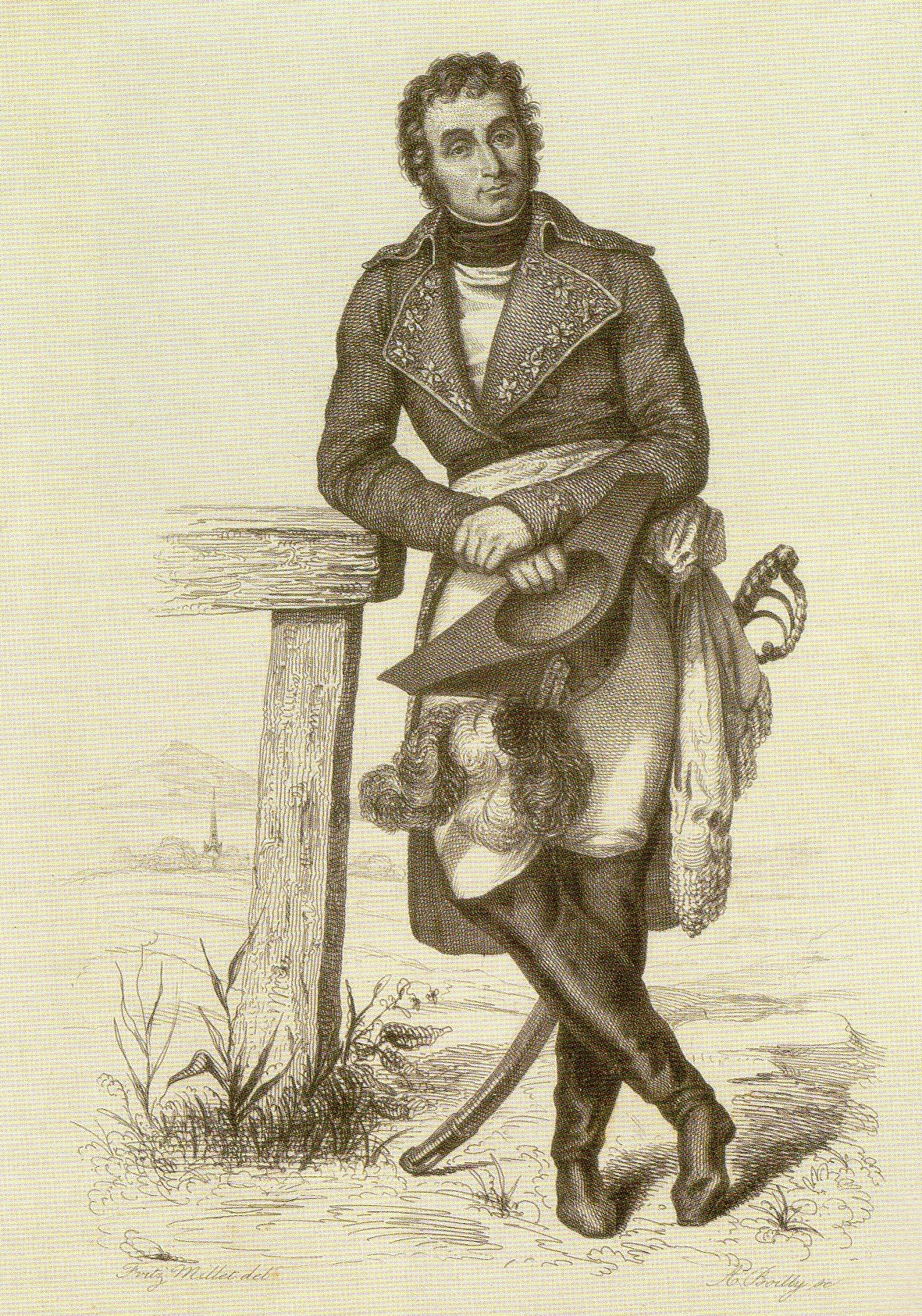
Portrait en pied du général Masséna par Fritz Millet et A. Boilly.

Au moment où Bonaparte s'apprête à affronter l'armée impériale de Wurmser, la division Masséna aligne un effectif de 12 000 soldats. Face à la poussée des Autrichiens venant du nord, Masséna recule sur Castelnuovo puis se dirige vers Lonato où sa division prend part, le 3 août, à la bataille qui entraîne la défaite du corps autrichien de Quasdanovich. Deux jours plus tard, il commande l'aile gauche de l'armée française à la bataille de Castiglione, livrée par Bonaparte contre Wurmser. Au début de la journée, ses troupes feignent une manœuvre de retraite, poussant Wurmser à s'engouffrer dans cette « brèche » afin d'effectuer sa jonction avec Quasdanovich, désormais bien loin. L'attaque — prématurée — de la division française de Sérurier sur ses arrières l'incite toutefois à interrompre son mouvement ; Bonaparte déclenche alors l'attaque générale et lance Masséna et Augereau sur le centre autrichien tandis que les positions des Impériaux sur leurs deux ailes sont emportées, provoquant la retraite de Wurmser.
Un mois plus tard, celui-ci retourne une nouvelle fois à l'offensive afin de dégager la forteresse de Mantoue, toujours assiégée par les Français. Bonaparte ébranle immédiatement ses forces pour l'intercepter : la division Masséna bat le général autrichien Davidovitch au combat de Rovereto le 4 septembre, occupe Trente le 5 et se lance aux trousses de Wurmser qui tente par tous les moyens possibles de rejoindre Mantoue. Au cours de la bataille de Bassano, le 8 septembre, l'arrière-garde des Impériaux est taillée en pièces par les divisions Masséna et Augereau, ce qui n'empêche pas Wurmser d'atteindre Mantoue le 15 septembre. À cette période, la division Masséna ne compte plus que 5 300 hommes, contre environ 10 000 au début du mois. Peu de temps après, une puissante armée autrichienne dirigée par le général Alvinczy débouche sur le théâtre italien : Masséna, en grande infériorité numérique, subit l'offensive adverse et recule successivement sur Vicence puis Vérone, avant de tenter un retour offensif contre Alvinczy qui échoue à Caldiero le 12 novembre. Modifiant sa stratégie, Bonaparte décide de frapper les arrières des Autrichiens lors de la bataille du pont d'Arcole. Le 15 novembre, Masséna s'empare de la localité de Porcile, couvrant la manœuvre d'Augereau qui se porte sur Arcole. Cependant, en dépit de l'acharnement de leurs soldats, les Français ne peuvent se maintenir sur l'Alpone et doivent reculer sur l'Adige. Le 17 novembre pourtant, les affrontements reprennent et tournent cette fois à l'avantage de l'armée d'Italie : Masséna reprend Ronco puis Arcole ce qui, conjugué à la pression des troupes d'Augereau, contraint Alvinczy à battre en retraite.

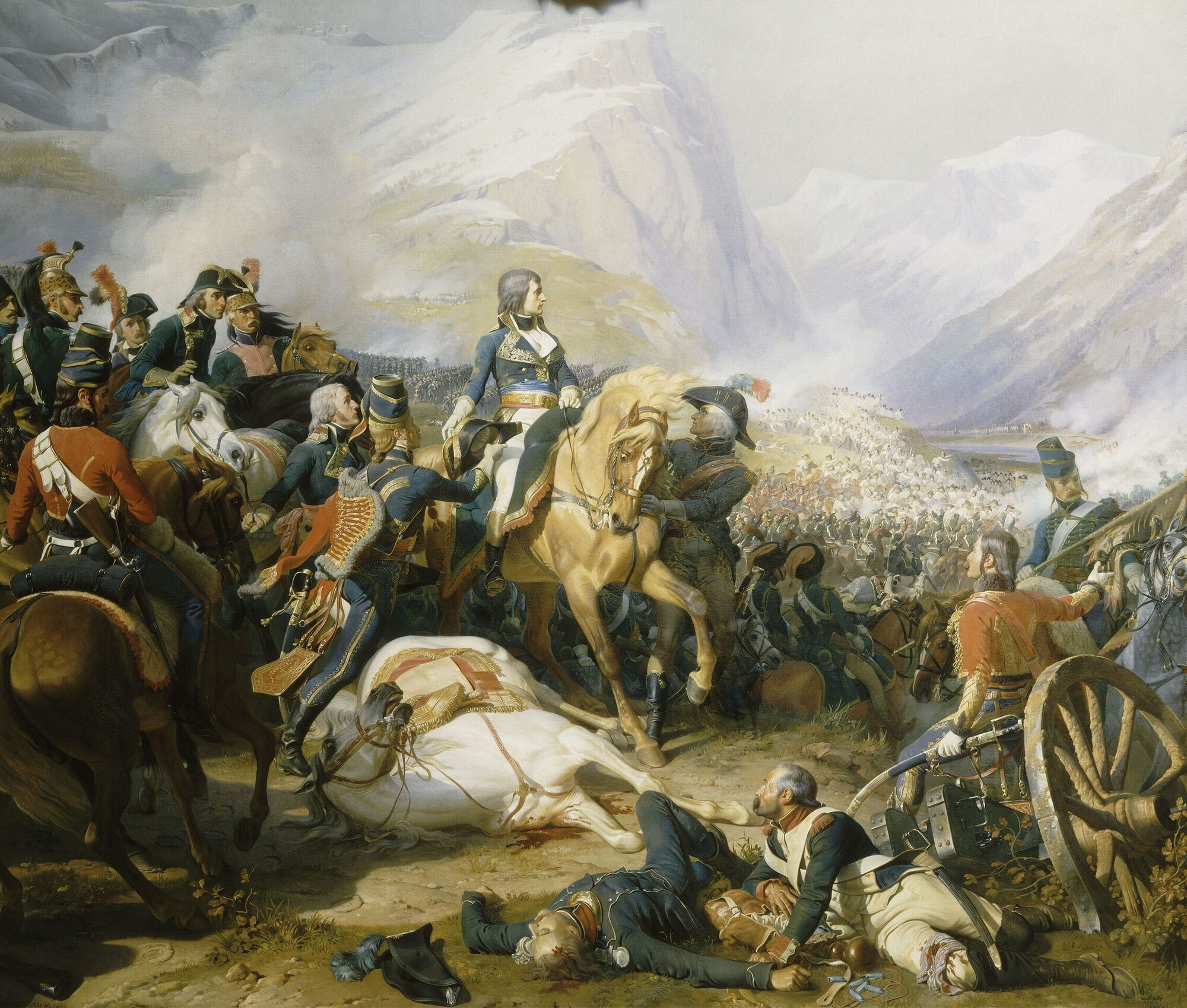
Le général Bonaparte à la bataille de Rivoli, le 14 janvier 1797, au cours de laquelle la division Masséna joue un rôle décisif. Huile sur toile d'Henri Félix Emmanuel Philippoteaux, 1844, château de Versailles.

La division Masséna prend alors ses quartiers d'hiver à Vérone, mais l'indiscipline s'installe rapidement chez les soldats qui menacent de se rebeller contre leurs chefs. L'entrée en campagne d'Alvinczy en janvier 1797 ramène toutefois les opérations militaires sur le devant de la scène. Le 13 de ce mois, Masséna, dont les effectifs se montent à environ 10 000 hommes, reçoit l'ordre de renforcer le général Joubert, en difficulté face au gros de l'armée autrichienne à Rivoli, mais n'arrive sur place que le lendemain après avoir marché toute la nuit. Sa division détruit alors par une charge à la baïonnette la colonne autrichienne du général Lusignan et contribue à fixer la victoire sous les drapeaux français. À peine la bataille achevée, elle se dirige ensuite avec Bonaparte vers le sud et, le 15 janvier, encercle et défait devant Mantoue la colonne autrichienne de Provera qui tente de débloquer la forteresse. En récompense de ses succès et de ses talents de tacticien, Masséna est qualifié devant le front des troupes par Bonaparte d'« enfant chéri de la victoire ». En mars 1808, Napoléon, en souvenir de la conduite de Masséna lors de cette bataille, lui décerne le titre de duc de Rivoli. Ses soldats ont en effet montré à cette occasion une endurance remarquable, comme l'atteste l'historien Stéphane Béraud :

« Les hommes de Masséna ont, durant ces trois jours [du 13 au 15 janvier 1797], combattu à Vérone le 13 janvier, puis effectué une marche de nuit pour combattre à nouveau à Rivoli le 14 janvier, avant enfin de reprendre la route du sud vers Mantoue pendant la nuit du 14 au 15 et toute la journée du 15. Ils terminent cette succession de marches forcées par le combat de la Favorite qui entraîne la reddition de Provera. Ces hommes ont parcouru près de 90 kilomètres en 120 heures. »

Le Saint-Empire, alarmé par les victoires françaises en Italie, dépêche sur place son meilleur général, l'archiduc Charles, afin de redresser la situation. De son côté, Bonaparte, qui dispose maintenant d'effectifs importants grâce aux renforts détachés de l'armée du Rhin, passe à l'offensive : Masséna, avec 10 000 hommes, est placé à la gauche du dispositif. Il a pour mission de tourner les troupes de l'archiduc sitôt que l'occasion se présentera. Le 14 mars, il met à mal le corps autrichien de Lusignan et empêche les armées autrichiennes du Tyrol et du Frioul de faire leur jonction. Quelques jours plus tard, les 22 et 23 mars, il s'empare du col de Tarvis, capturant 3 500 Autrichiens et 25 canons ; le 30, il fait son entrée à Klagenfurt avec le général en chef et les divisions Chabot et Guieu. Il continue de poursuivre les forces impériales et occupe Leoben le 7 avril, étant informé le même jour de la signature d'un armistice. Les éléments avancés de sa division, positionnés à Bruck, sont alors à moins de 160 km de Vienne.

### Voyage à Paris et retour en Italie
Masséna rentre en France le 6 mai, en compagnie de son aide de camp Nicolas Ducos. Les motifs de ce départ sont discutés par les historiens : selon Georges Six, il a pour mission de présenter au Directoire les documents relatifs aux préliminaires de Leoben, tandis que Prévost avance une remise des drapeaux conquis lors de la dernière campagne. Frédéric Hulot ne reprend rien de tout cela et évoque une potentielle « lettre confidentielle pour Barras », ainsi qu'une « mission d'information politique », tout en affirmant que le véritable prétexte pour Bonaparte était d'écarter un général devenu trop encombrant. Dès son arrivée, Masséna fait la rencontre des principaux directeurs et est officiellement reçu le 9 mai par les autorités au palais du Luxembourg. À l'issue de la cérémonie, il se voit remettre un sabre d'honneur. Il se rapproche également de Barras et de La Révellière-Lépeaux qui l'incitent à se présenter à un siège de directeur au mois de mai, mais c'est finalement un royaliste qui est élu. Dépité par cet échec, Masséna regagne l'Italie le 12 juillet avec, en sa possession, la ratification des accords de paix. Après un crochet par la résidence de Bonaparte à Mombello, près de Milan, il installe son quartier général à Padoue.
Après la signature du traité de Campo-Formio qui met un terme aux hostilités, Masséna continue de servir avec les troupes stationnées dans la péninsule italienne. Les forces d'occupation françaises, placées sous le commandement du général Louis-Alexandre Berthier, envahissent les derniers États indépendants italiens, conformément aux instructions du Directoire : Masséna est notamment impliqué dans l'organisation quelque peu confuse de la République romaine à la suite de l'entrée des troupes françaises à Rome le 11 février 1798. Le pape Pie VI est transféré à Sienne et l'administration républicaine locale se voit flanquer d'une commission civile française chargée de surveiller ses moindres faits et gestes. Le général Berthier, mécontent du rôle qui lui est confié, finit par transmettre le commandement des forces françaises à Masséna.
Très vite, le territoire de la nouvelle république jacobine est pillé et dévasté de fond en comble par les troupes d'occupation, plusieurs généraux participant à cette mise à sac en règle. Ce comportement est sévèrement condamné par les officiers subalternes et leurs protestations s'accentuent après la nomination de Masséna, dont la réputation d'avidité et de prévaricateur est bien connue au sein de l'armée. Les troupes françaises cantonnées à Rome, composées en grande partie de contingents de l'armée du Rhin détachés en Italie sous les ordres de Bernadotte, sont particulièrement hostiles à Masséna. La présence de ces unités instaure un climat de tension et des confrontations physiques ont lieu avec les soldats de la division Masséna. La situation dégénère en mutinerie et les autorités, y compris les commissaires civils, sont incapables de rétablir l'ordre. Masséna est alors rappelé et remplacé à Rome par le général Gouvion-Saint-Cyr. Il retourne à Antibes où il demeure sans affectation pendant plusieurs mois, n'ayant pas été choisi pour participer à la campagne d'Égypte.

### Victoire décisive à Zurich et siège de Gênes

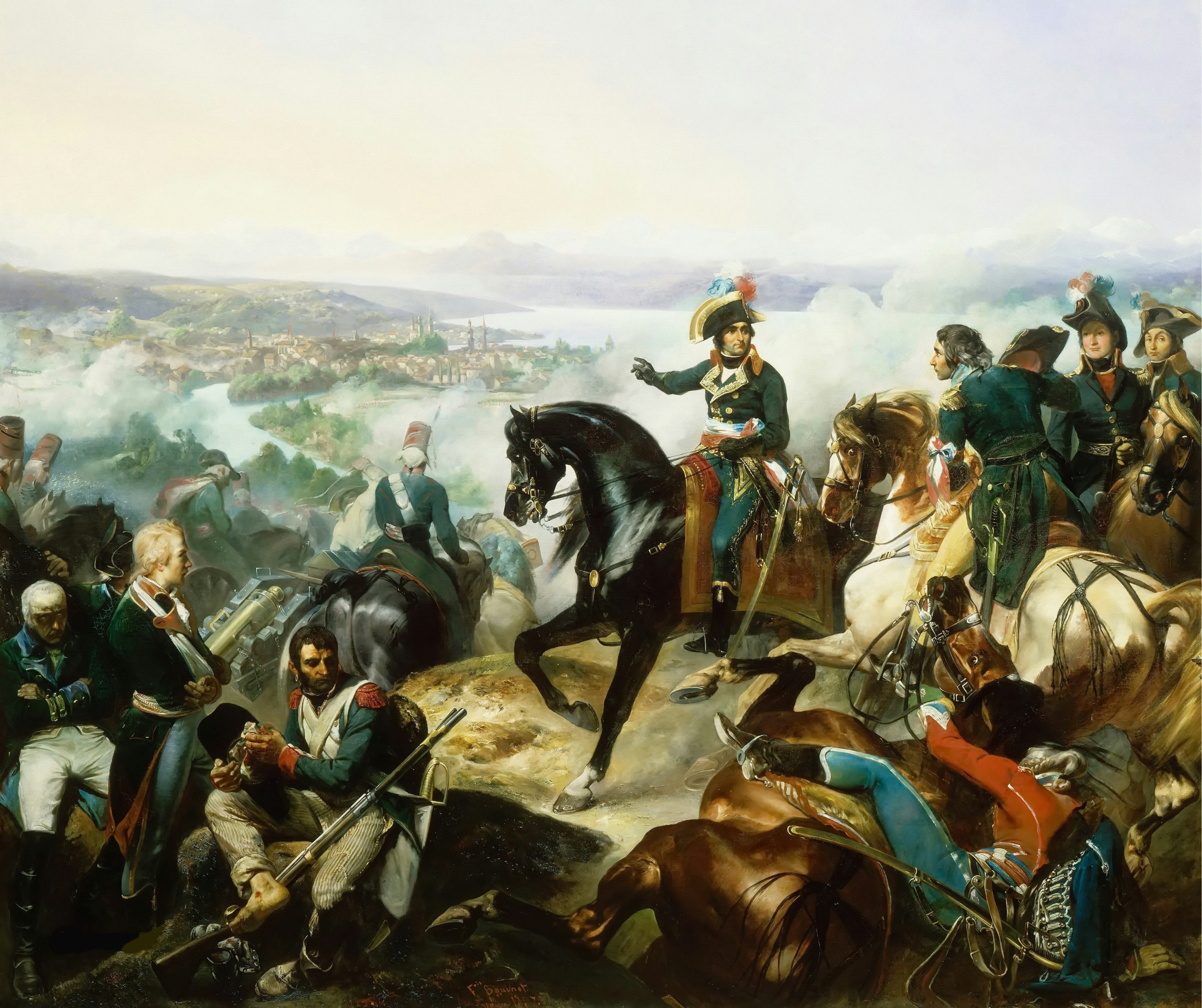
Le général Masséna à la bataille de Zurich, le 25 septembre 1799, par François Bouchot.

Avec la formation de la Deuxième Coalition contre la France en 1798, Masséna est détaché en qualité de divisionnaire à l'armée de Mayence au mois d'août, avant de prendre le commandement de l'armée française d'Helvétie le 9 décembre. Il se trouve alors dans une situation difficile face aux armées austro-russes conduites par l'archiduc Charles et le général Rimski-Korsakov. Au cours de cette longue et pénible campagne, le général, en plus de sa vigueur, de son courage et de sa ténacité habituelle, fait preuve d'un grand sens stratégique. À la tête d'environ 30 000 hommes, il prend d'abord l'initiative dans les Grisons avant de se replier sur Zurich devant la supériorité numérique des Autrichiens. Le 4 juin 1799, il est repoussé hors de la ville par l'archiduc Charles lors de la première bataille de Zurich, non sans avoir infligé 3 400 pertes à ses adversaires.
Il se retranche alors derrière la rivière Limmat et, après avoir repoussé une nouvelle attaque au mois d'août, prend l'offensive en septembre 1799 et bat les Austro-Russes à la suite d'une manœuvre habile lors de la deuxième bataille de Zurich les 25 et 26 septembre. Après cette victoire, il organise une série de mouvements combinés afin d'encercler une seconde armée russe sous les ordres du maréchal Alexandre Souvorov, qui vient de franchir les Alpes et se prépare à déboucher depuis le nord de l'Italie. L'opération conçue par Masséna est un succès complet : les troupes russes, très éprouvées, n'échappent à la destruction qu'en effectuant une retraite exténuante vers l'est, abandonnant en chemin toute leur artillerie. La victoire de Zurich, considérée comme le plus beau fait d'armes de Masséna, a une influence décisive sur le cours de la guerre : par ce succès stratégique, Masséna sauve la France d'un projet d'invasion et le tsar Paul Ier, dépité par cette défaite, se retire de la Coalition peu après. L'historien Donald D. Horward écrit :

« La défaite des Russes et des Autrichiens dans cette opération complexe fut le couronnement de la carrière militaire de Masséna. Compte tenu du nombre et de l'habileté de ses ennemis, de sa situation périlleuse et des conséquences qu'un échec aurait impliqué, il se prépara méticuleusement à porter une série de coups décisifs ; lorsque l'opportunité se présenta, il écrasa son adversaire en détail. Le succès qu'il obtint en Suisse démontra clairement ses capacités de chef de guerre ainsi que son sens aigu de la stratégie et de la tactique ; sa victoire sonna le glas de la Deuxième Coalition, dissuada la Prusse de se joindre à la lutte contre la France et, plus important encore, sauva cette dernière d'une invasion qui aurait pu mettre fin à la Révolution. »

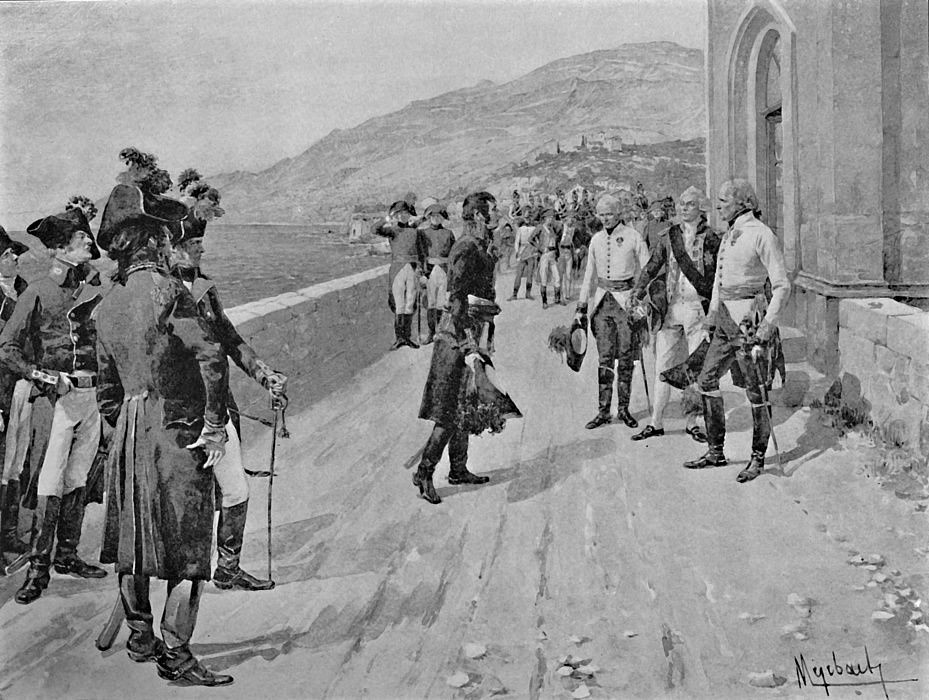
Capitulation de Masséna à Cornigliano, près de Gênes, en juin 1800. Illustration de Felician Myrbach, 1896.

Après l'arrivée au pouvoir de Napoléon Bonaparte en France à la suite du coup d'État du 18 Brumaire, Masséna prend la tête des dernières troupes françaises présentes en Italie. Ces dernières, battues en plusieurs rencontres, se sont établies sur l'Apennin ligure. Attaqué par l'armée autrichienne du général Michael von Melas, Masséna doit se replier sur Gênes où il se retrouve assiégé par l'ennemi ; ce siège long de plusieurs mois lui permet de fixer une grande partie des forces autrichiennes sous les murs de la ville pendant que Napoléon, qui a pris personnellement le commandement de l'armée de réserve, débute la deuxième campagne d'Italie en franchissant les Alpes au col du Grand-Saint-Bernard. La situation à l'intérieur de Gênes se dégrade toutefois de jour en jour, ainsi qu'en rend compte Jean-Jacques Prévost : « au départ on s'arracha chiens et chats avant de sacrifier les chevaux. On mangea des rats, des souris, des mulots ; puis de l'herbe et jusqu'aux souliers ou gibernes ».
Le 4 juin 1800, à court de vivres et alors que la famine fait des ravages au sein de la garnison, Masséna doit finalement mettre un terme à la résistance et s'engage par un accord à remettre la place aux Autrichiens. Lui-même obtient l'autorisation de rentrer en France avec ses troupes. Quelques jours plus tard, le 14 juin, Napoléon remporte une victoire décisive à la bataille de Marengo, bouleversant complètement la situation militaire en Italie. Masséna, bien qu'éprouvé par le siège de Gênes, est investi du commandement en chef de l'armée d'Italie à la place de Napoléon lorsque celui-ci regagne Paris le 24 juin 1800. Cependant, la mauvaise situation financière de l'armée et le climat de corruption qui pèse sur lui et son état-major conduisent à son rappel au mois d'août. Il se voit alors exonérer de tout commandement et se retire d'abord à Antibes aux côtés de sa famille, avant de s'installer à partir de 1801 au château de Rueil, en banlieue parisienne.

### Maréchal d'Empire
Retiré à la campagne, Masséna n'en continue pas moins de manifester son opposition aux choix politiques de Napoléon pour lequel il n'éprouve aucune sympathie particulière ; il critique ainsi ouvertement le concordat de 1801 et, élu l'année suivante député au Corps législatif, vote contre le Consulat à vie. Georges Six indique cependant que Masséna n'a siégé dans cette assemblée qu'à partir du 28 juillet 1803 et ce jusqu'au 31 décembre 1807. En dépit de ses relations tendues avec le chef de l'État, il reçoit le bâton de maréchal d'Empire le 19 mai 1804, le lendemain de la proclamation du régime impérial. « Nous sommes quatorze ! » répond Masséna au général Thiébault qui lui adresse ses félicitations. À partir de son accession au maréchalat, Masséna cesse d'apparaître comme un adversaire politique. Toujours en 1804, il participe à la réorganisation de la franc-maçonnerie française et devient, au mois de novembre, « grand représentant du grand maître du Suprême conseil » ; à ce titre, il est l'un des négociateurs du concordat établi entre le Grand Orient de France et le Suprême conseil. Sous l'Empire, il est membre de la Sainte Caroline, une loge parisienne très sélective et particulièrement recherchée pour sa mondanité. Il est également « vénérable d'honneur » dans différents ateliers maçonniques, comme Les Frères réunis à Paris, La Parfaite Amitié à Toulon, L'Étroite Union à Thouars ou encore Les Vrais Amis réunis à Nice.

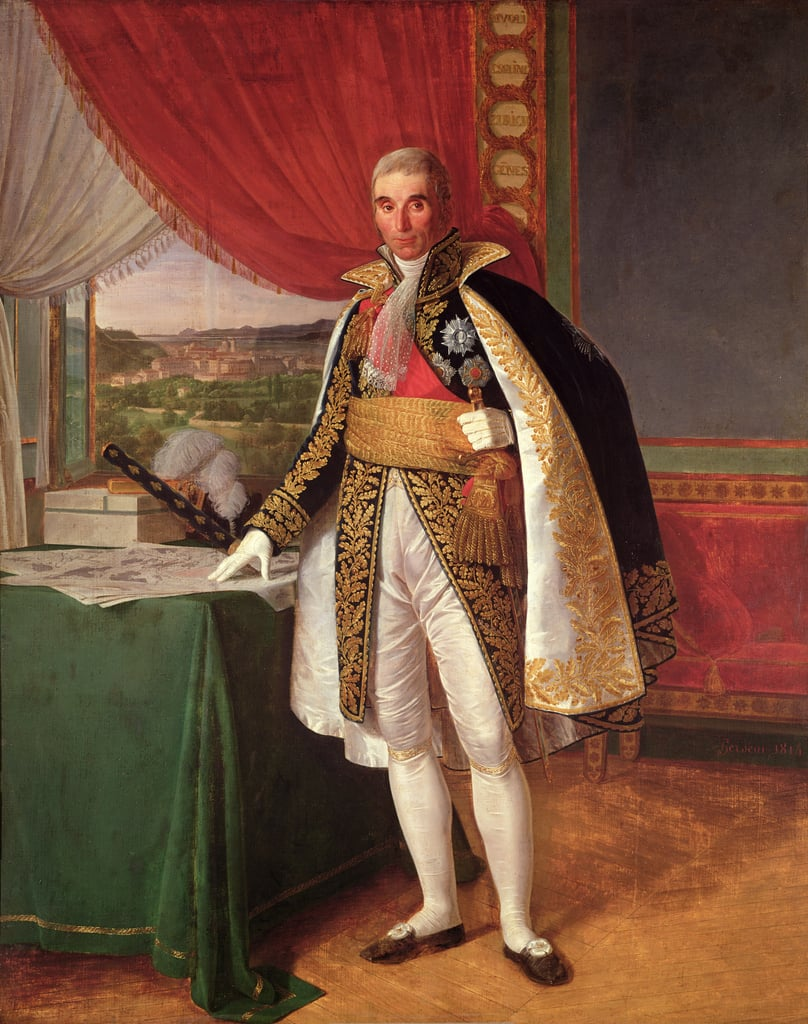
Le maréchal Masséna. Tableau de Louis Hersent.

Au déclenchement de la guerre de la Troisième Coalition en 1805, Napoléon confie à Masséna le commandement de l'armée d'Italie. Le maréchal, qui parle couramment italien, possède en effet une grande expérience de ce théâtre d'opérations. Sa mission consiste à fixer dans cette zone les troupes autrichiennes de l'archiduc Charles en attendant l'évolution de la situation en Allemagne, où l'Empereur se dirige en personne à la tête de la Grande Armée. Après avoir porté ses effectifs combattants à environ 50 000 hommes, le maréchal passe à l'attaque le 18 octobre et remporte un premier succès en forçant le passage de l'Adige lors de la bataille de Vérone. Le 30 octobre, il livre à l'archiduc la bataille de Caldiero dont l'issue est globalement favorable aux Français, malgré la résistance déterminée des troupes autrichiennes. Il se lance ensuite à la poursuite de ses adversaires qui se replient vers Ljubljana tandis que la capitulation autrichienne à Ulm ouvre la route de Vienne à Napoléon. Masséna continue sa progression et culbute successivement les lignes de défenses ennemies sur le Brenta, le Piave, le Tagliamento et l'Isonzo, cherchant, conformément aux ordres de l'Empereur, à empêcher la réunification des forces autrichiennes.
La guerre ayant pris fin avec la victoire décisive de Napoléon à Austerlitz, Masséna reste en Italie. Le 27 décembre 1805, il est chargé de la conquête du royaume de Naples. Le but de cette campagne vise à détrôner la dynastie des Bourbons au profit d'un nouveau royaume satellite de la France dirigé par Joseph Bonaparte, le frère aîné de Napoléon. L'invasion du territoire péninsulaire par l'armée française se déroule initialement sans grande difficulté : le roi Ferdinand IV s'enfuit en Sicile et la forteresse de Gaète capitule en juillet 1806 après un siège de presque cinq mois. En réalité, la situation est loin d'être stabilisée du fait de l'insurrection des partisans légitimistes en Basilicate et en Calabre, ces derniers bénéficiant du soutien d'un corps expéditionnaire britannique. Le conflit acquiert rapidement une dimension féroce et impitoyable, entraînant dans les deux camps de nombreuses exactions à l'encontre des populations civiles. Masséna réprime durement les révoltes, dévaste les territoires occupés et impose des sanctions draconiennes qui se soldent parfois par des exécutions de masse ; le chef insurgé Fra Diavolo est pendu et la ville de Lauria est ravagée de fond en comble lors d'un massacre commis par les troupes françaises.
En dépit de ces méthodes brutales, l'armée napoléonienne peine à contenir l'insurrection. Masséna doit détacher une partie de ses forces en Calabre sous le commandement du général Reynier, ce qui n'empêche pas les Britanniques de se maintenir à l'extrémité de la botte italienne jusqu'en 1808. Parallèlement, le maréchal accapare les biens des vaincus en Italie du Sud et s'autorise même à délivrer des licences d'importation, en contradiction totale avec la politique du Blocus continental appliquée à l'encontre des navires anglais. Le 15 décembre 1806, en mauvais termes avec le roi Joseph et hostile à un projet de débarquement en Sicile, il donne sa démission et rentre en France au début de l'année suivante. À la fin du mois de février, il est appelé au commandement du Ve corps d'armée stationné en Pologne, celui-ci constituant l'aile droite de la Grande Armée. Chargées de couvrir Varsovie et de fixer sur place le corps russe du général Essen, les troupes de Masséna ne prennent pas une part très active à la campagne de 1807 qui se solde par la défaite de la Russie et de la Prusse.
Masséna, déçu d'avoir été relégué à un poste secondaire, a également mal supporté les rudes frimas polonais. Atteint d'une grave maladie pulmonaire, il obtient un congé et rentre en France au mois de juillet. Il se consacre alors à la gestion de sa fortune et acquiert la même année l'hôtel de Bentheim, situé dans le faubourg Saint-Germain. En récompense de ses services, Masséna est titré duc de Rivoli le 19 mars 1808. En septembre, il manque de perdre un œil par un coup de fusil que lui tire par mégarde Napoléon dans une chasse près de Paris, même si Masséna préfère diplomatiquement attribuer la responsabilité du coup à Berthier.

### Cinquième Coalition

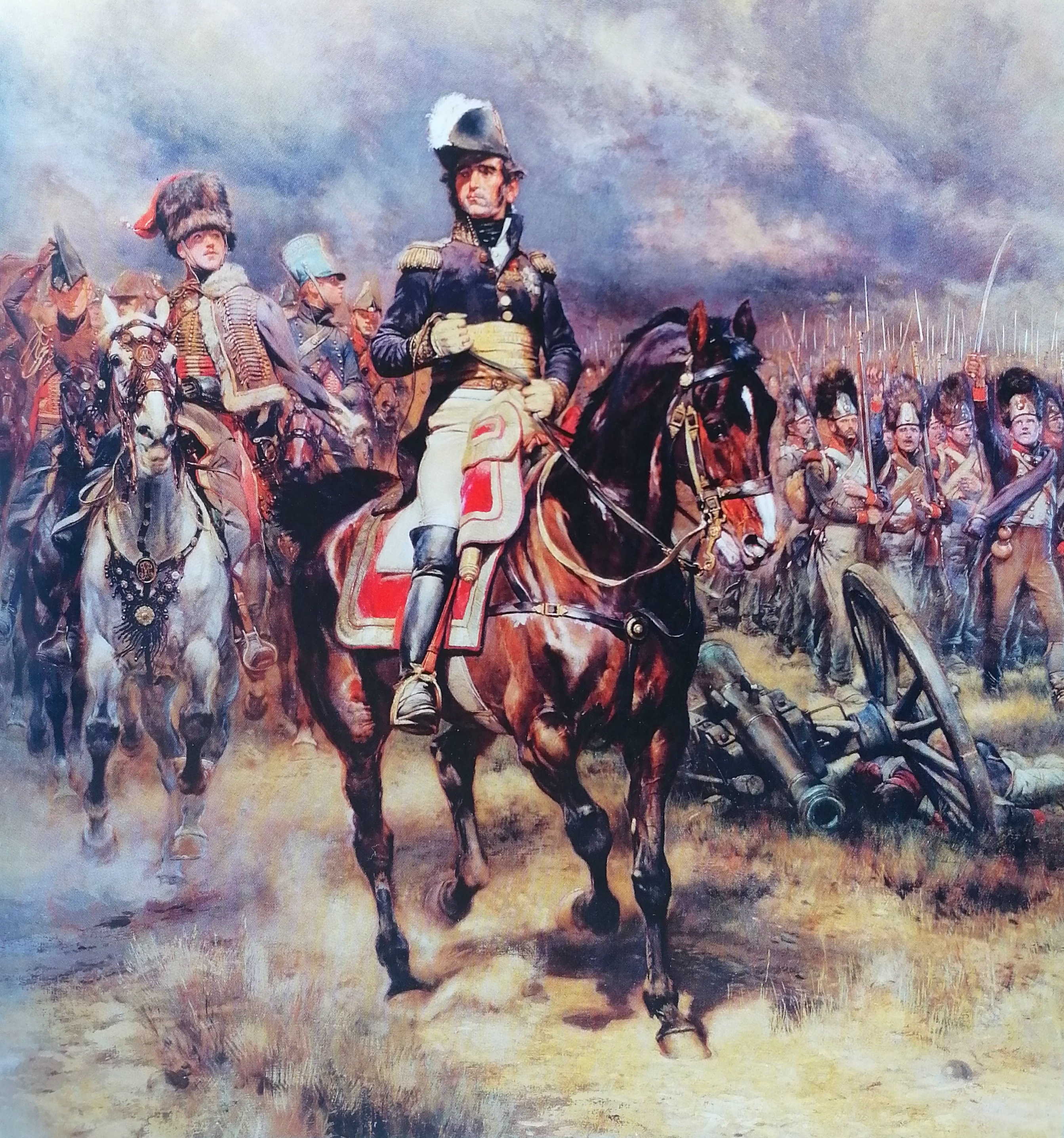
Le maréchal Masséna à la bataille d'Essling. Huile sur toile d'Édouard Detaille.

Le maréchal Masséna retrouve un commandement opérationnel pendant la guerre contre l'Autriche en 1809. Napoléon lui confie en effet la direction du IVe corps d'armée, une unité composée majoritairement de conscrits. Le maréchal fait route à travers la Bavière mais, en dépit de ses efforts et de ceux de Napoléon, il ne participe que marginalement à la première phase de la campagne. Lors des batailles de Landshut et d'Eckmühl, le corps de Masséna, qui progresse à marches forcées sous la conduite énergique de son chef, n'arrive pas à temps pour compléter l'encerclement des forces autrichiennes qui parviennent à se replier au nord de Ratisbonne.
Après avoir participé à la marche sur Vienne, il livre le 3 mai la sanglante bataille d'Ebersberg contre l'arrière-garde autrichienne, où il est critiqué par l'Empereur pour avoir ordonné de façon prématurée une attaque frontale sur les positions ennemies. Masséna joue également un rôle de premier plan au cours de la bataille d'Essling. Il dirige la première traversée du Danube devant Vienne et repousse les attaques autrichiennes sur le village d'Aspern ; au cours du combat, le maréchal galvanise ses hommes en combattant parmi eux, un fusil à la main. La rupture des ponts rend néanmoins la situation extrêmement périlleuse pour les troupes françaises déployées sur la rive nord. À la suite de la blessure mortelle du maréchal Lannes et la décision prise par Napoléon de suspendre l'offensive, Masséna prend le commandement de la tête de pont et organise avec habileté la retraite sur l'île Lobau, au milieu du Danube. Dans les semaines qui suivent cet échec, Masséna travaille en étroite collaboration avec l'Empereur pour consolider les positions françaises sur l'île et organiser une nouvelle traversée du fleuve, plus en aval.

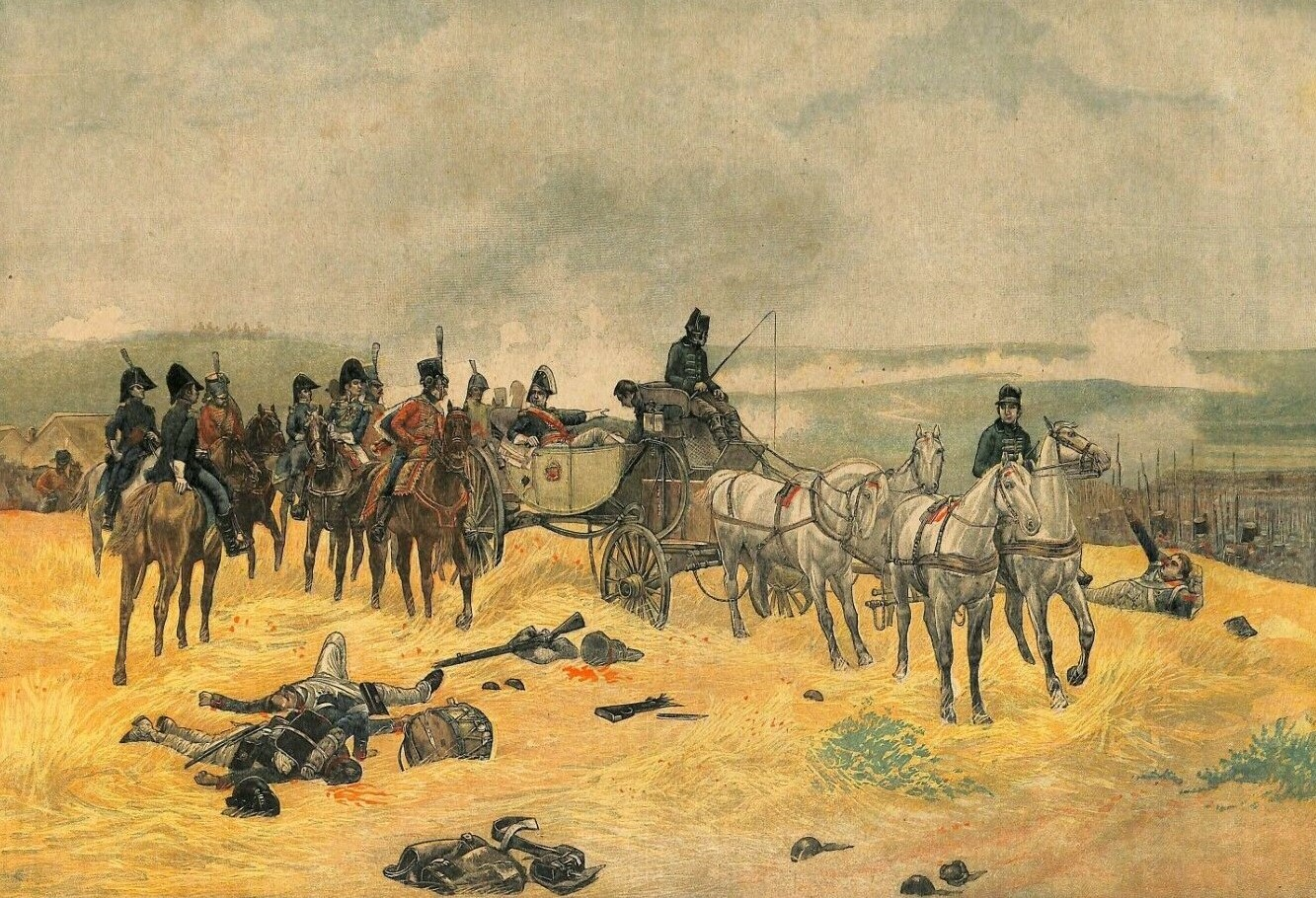
Le maréchal Masséna donnant ses ordres depuis une calèche lors de la bataille de Wagram, le 6 juillet 1809.

Une seconde offensive, destinée à laver l'échec subi à Essling, est planifiée pour le mois de juillet 1809. Quelques jours avant le déclenchement des opérations, Masséna tombe de son cheval qui a mis le pied dans un terrier de lapin et est sérieusement blessé à la jambe. Il refuse cependant de rentrer à Vienne pour se soigner et continue de commander le IVe corps depuis une berline. Le premier jour de la bataille de Wagram, le 5 juillet, ses troupes refoulent d'Aspern le corps autrichien de Klenau. Le lendemain, alors que les unités saxonnes de Bernadotte viennent de perdre le village d'Aderklaa, Masséna se porte en soutien de son camarade avec deux divisions et livre un combat féroce pour la possession de la localité. Au cours de l'action, sa calèche est prise pour cible par des cavaliers ennemis. Il foudroie d'un coup de pistolet à la tête un hussard qui le menace. Sur sa gauche, la division Boudet doit évacuer Aspern et Essling sous les coups de boutoir des Autrichiens. Devant la gravité de la situation, Napoléon se rend en personne auprès de Masséna et grimpe dans la calèche aux côtés du maréchal ; depuis ce quartier général improvisé et exposé au feu ennemi, l'Empereur fait part à Masséna de son intention de briser la ligne autrichienne par le centre et lui ordonne de reprendre Essling. Le maréchal réussit en définitive à stopper l'avance de ses adversaires, stabilisant la situation dans ce secteur, tandis que la retraite amorcée par l'archiduc Charles donne la victoire à Napoléon.
Le lendemain, le IVe corps de Masséna se lance à la poursuite de l'armée autrichienne qu'il accroche sérieusement le 11 juillet à la bataille de Znaïm. Un armistice signé le 12 met cependant fin aux combats et Masséna, après avoir réorganisé ses troupes en Moravie, rentre en France au début du mois de novembre 1809. Pour son rôle au cours de la campagne et plus particulièrement son brillant comportement à Essling, Napoléon décerne à Masséna le titre de prince d'Essling le 14 octobre 1809.

### Campagne du Portugal

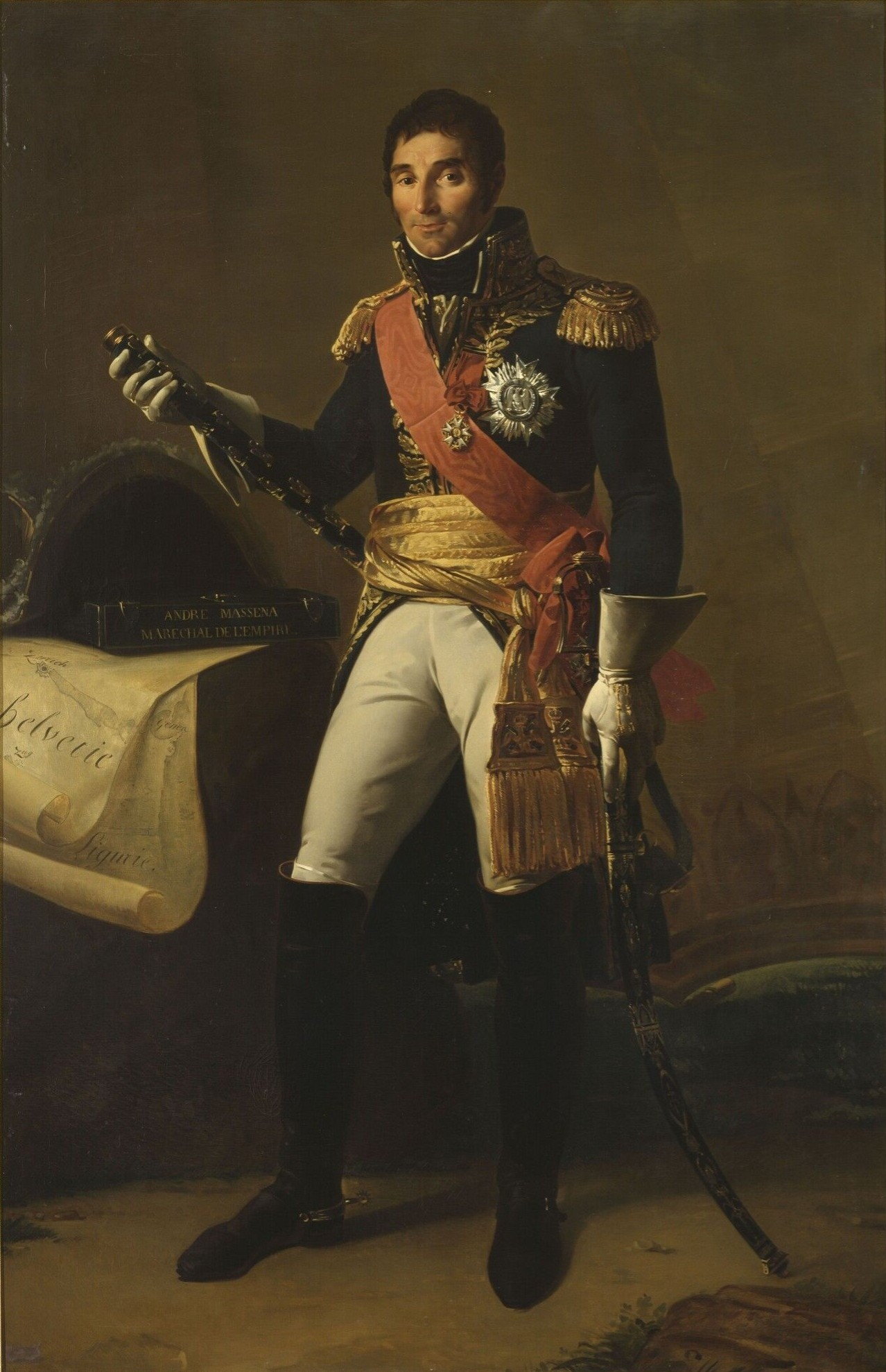
Portrait du maréchal Masséna (par Edme-Adolphe Fontaine et Antoine-Jean Gros, vers 1853).

Le 17 avril 1810, Napoléon décide d'utiliser Masséna pour débloquer la situation sur le front de la guerre d'Espagne et lui confie la mission de reconquérir le Portugal, constituant ainsi la troisième invasion de ce pays, après les échecs de Junot en 1808 et de Soult en 1809. Le maréchal reçoit le commandement de l'armée du Portugal, composée du VIe corps de Ney, du IIe corps de Reynier et du VIIIe corps de Junot, constituant en théorie une force considérable de plus de 130 000 hommes. Masséna, qui a ouvertement exprimé à l'Empereur son manque d'enthousiasme vis-à-vis de ce poste et de la mission difficile qui lui est confiée, s'attelle à la tâche avec sa vigueur habituelle. Le prince d'Essling apparaît toutefois physiquement et moralement diminué ; en outre, la présence à l'armée de sa maîtresse d'alors, une certaine madame Leberthon, déguisée en officier, fait scandale. Confronté au manque de coopération de ses subordonnés, aux difficultés de l'approvisionnement et à l'instabilité des lignes de communications dans une zone dépourvue de ressources et infestée par la guérilla, le maréchal ne peut réunir qu'environ 60 000 hommes en vue de l'invasion du Portugal, où il se prépare à affronter les troupes britanniques du général Wellington.
Après avoir patienté jusqu'à la période de la récolte afin de permettre à ses troupes de se ravitailler, le maréchal réussit à s'emparer de la forteresse de Ciudad Rodrigo le 10 juillet puis de celle d'Almeida le 27 août, avant de faire son entrée au Portugal au mois de septembre. Devant la progression de son adversaire, Wellington ne tarde pas à se replier en direction de Lisbonne, prenant soin au passage de détruire les récoltes avant l'arrivée des Français. Le général britannique s'établit finalement en avant de Coimbra avec l'intention d'arrêter Masséna et, retranché sur une hauteur, repousse les assauts du maréchal lors de la bataille de Buçaco le 27 septembre 1810. Masséna, ayant constaté la futilité d'aborder de front la solide infanterie britannique, organise alors une manœuvre qui lui permet de déborder les défenses ennemies et de reprendre sa marche vers Lisbonne, tandis que Wellington parvient à effectuer sa retraite avec une armée intacte.

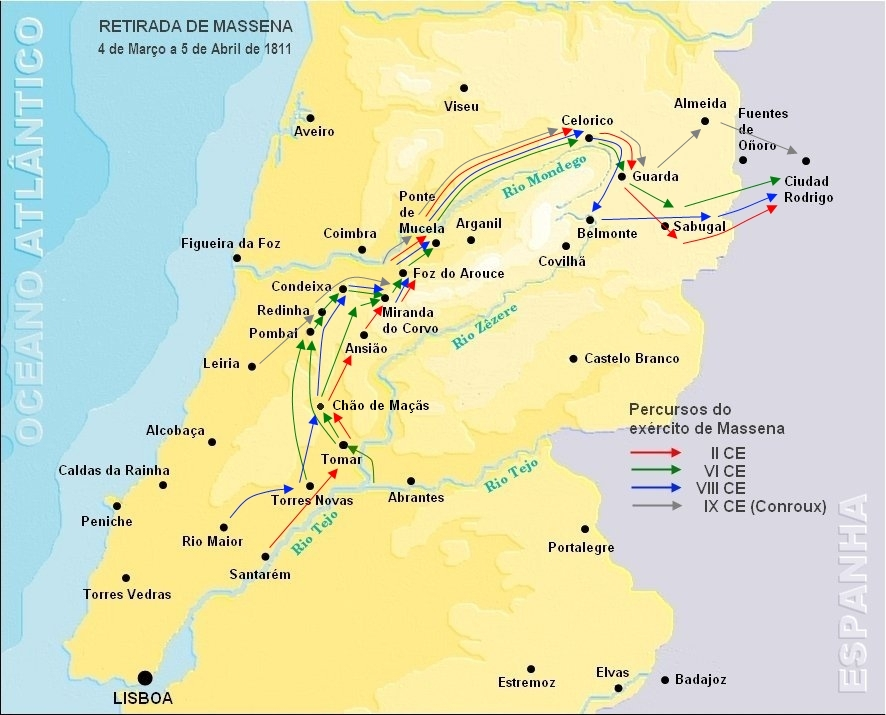
Retraite de l'armée du Portugal entre le 4 mars et le 5 avril 1811.

À la tête d'une armée moins nombreuse qu'auparavant et affaiblie par une pénurie de nourriture, Masséna continue son avance et arrive à proximité de Lisbonne, mais se heurte en chemin aux lignes de Torres Vedras que Wellington a fait ériger pour protéger l'accès à la capitale portugaise. Alors que les troupes alliées sont ravitaillées par mer et disposent donc des ressources suffisantes pour soutenir un siège, la situation de l'armée française, bloquée devant les fortifications et en proie à une crise logistique, devient de plus en plus précaire. Après avoir piétiné inutilement devant les lignes pendant plus d'un mois, Masséna, considérant sa situation sans issue et s'étant vu refuser le parc d'artillerie demandé au roi Joseph, décide de renoncer au siège le 14 novembre et se replie sur Santarém, où il demeure jusqu'au 6 mars 1811 dans des conditions difficiles. Son armée se retire ensuite sur Almeida avant de se diriger vers Salamanque où elle arrive le 10 avril.
Entretemps, Masséna s'est violemment disputé avec Ney, qui, malgré son comportement brillant au cours de la campagne, a peu apprécié de servir sous les ordres du prince d'Essling ; excédé, Masséna relève Ney de son commandement et le renvoie en France. Timidement poursuivi par Wellington, Masséna décide de reprendre l'offensive afin de dégager Almeida et attaque l'armée anglo-portugaise à Fuentes de Oñoro, le 3 mai 1811. Au cours de cet affrontement qui s'étale sur trois jours, Masséna réussit à exploiter une faiblesse dans la ligne de Wellington, mais l'inaction de la cavalerie du général Lepic et l'attitude de Bessières qui refuse de lui apporter son soutien l'oblige finalement à se retirer.
Napoléon, vivement déçu par l'échec de l'invasion du Portugal, fait ouvertement part de son mécontentement à Masséna, qui doit finalement remettre son commandement au maréchal Marmont le 11 mai 1811. Rentré en France, il est mal accueilli par l'Empereur qui lui déclare : « eh bien, prince d'Essling, vous n'êtes donc plus Masséna ? » Sa défaite au Portugal, en partie due à ses erreurs mais aussi à des difficultés pratiques et à la mauvaise coopération de ses lieutenants, met un point final à sa carrière sur les champs de bataille.

### Fin de carrière

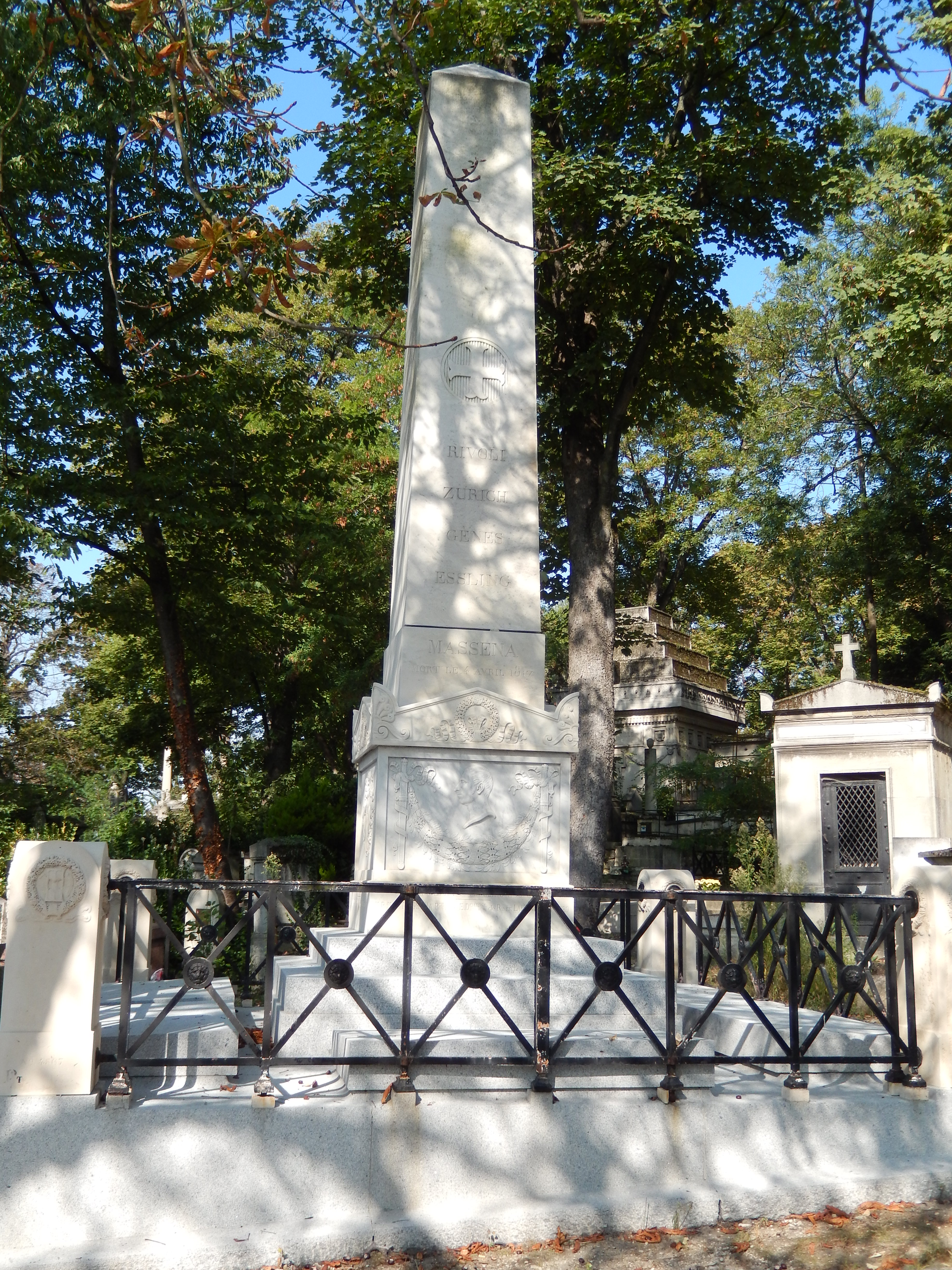
Tombe de Masséna au cimetière du Père-Lachaise (division 28).

Retiré dans son château de Rueil aux côtés de sa famille, Masséna se montre peu à la Cour et entreprend de rédiger ses mémoires tout en s'occupant de l'éducation de ses enfants. Il n'est pas employé dans la campagne de Russie en 1812. En juillet de la même année, la situation en Espagne se dégrade brutalement avec la défaite du maréchal Marmont à la bataille des Arapiles. Cambacérès, qui préside le conseil de régence en l'absence de l'Empereur, décide de renvoyer Masséna dans la péninsule Ibérique avec le titre de général en chef. Le maréchal accepte le poste, mais, affaibli par une forte fièvre alors qu'il se trouve à Bayonne, il demande à être relevé de son commandement à la fin du mois d'août. Il séjourne alors un temps à Nice, sa ville natale, avant de s'en retourner dans sa propriété de Rueil quelques mois plus tard. Le 14 avril 1813, l'Empereur lui confie la 8e division militaire, basée à Toulon. Masséna orchestre tout d'abord la répression d'une conjuration royaliste visant à livrer le port de Toulon aux Anglais et à provoquer une insurrection en Provence, complot dont les principaux meneurs sont exécutés en décembre 1813 à l'issue d'un procès ; il doit également faire face aux tentatives d'incursions des Britanniques, présents en Méditerranée, et lutter contre les réfractaires à la conscription.
Après l'abdication de Napoléon en avril 1814, il est maintenu dans ses fonctions par Louis XVIII qui le fait grand-croix de l'ordre de Saint-Louis. Le 20 janvier 1815, le roi lui octroie en outre sa naturalisation, Nice étant redevenue sarde à l'occasion du redécoupage des frontières. Peu après, le maréchal est élevé à la pairie. En 1815, il reste longtemps fidèle aux Bourbons, n'acceptant aucun service pendant les Cent-Jours. Il se contente d'assister à la cérémonie du Champ de mai et de venir siéger à la Chambre des pairs. Lors de la séance du 22 juin, alors que le général de La Bédoyère plaide en faveur des droits du fils de l'Empereur à la couronne, Masséna s'exclame : « jeune homme, vous vous oubliez ! » Napoléon ayant définitivement abdiqué le même jour, le prince d'Essling est nommé commandant de la Garde nationale de Paris par le gouvernement provisoire et participe à ce titre à la conférence de La Villette qui voit les maréchaux et généraux chargés de la défense de Paris opter pour la reddition de la capitale. La Seconde Restauration le replace à la tête de la 8e division militaire. Il est l'un des quatre maréchaux présents au conseil de guerre de Ney et se déclare avec la majorité de ses camarades pour l'incompétence, reportant le jugement devant la Chambre des pairs. Dénoncé aux Chambres comme ne s'étant pas opposé au retour de Napoléon, il est démis de ses fonctions et doit se justifier des accusations de concussion portées contre lui par les ultra-royalistes. Rongé par la tuberculose, le maréchal Masséna meurt le 4 avril 1817 à Paris, âgé de 58 ans. Ses obsèques ont lieu le 6 avril au cimetière du Père-Lachaise. Le général Thiébault prononce l'éloge funèbre.

## Considérations

### Capacités militaires
« Il était décidé, brave, intrépide, plein d'ambition et d'amour-propre, son caractère distinctif était l’opiniâtreté, il n'était jamais découragé. Il négligeait la discipline, soignait mal l'administration et, pour cette raison, était peu aimé du soldat. Il faisait assez mal les dispositions d'une attaque. Sa conversation était peu intéressante ; mais au premier coup de canon, au milieu des boulets et des dangers, sa pensée acquérait de la force et de la clarté. »

— Jugement de Napoléon sur Masséna à Sainte-Hélène.

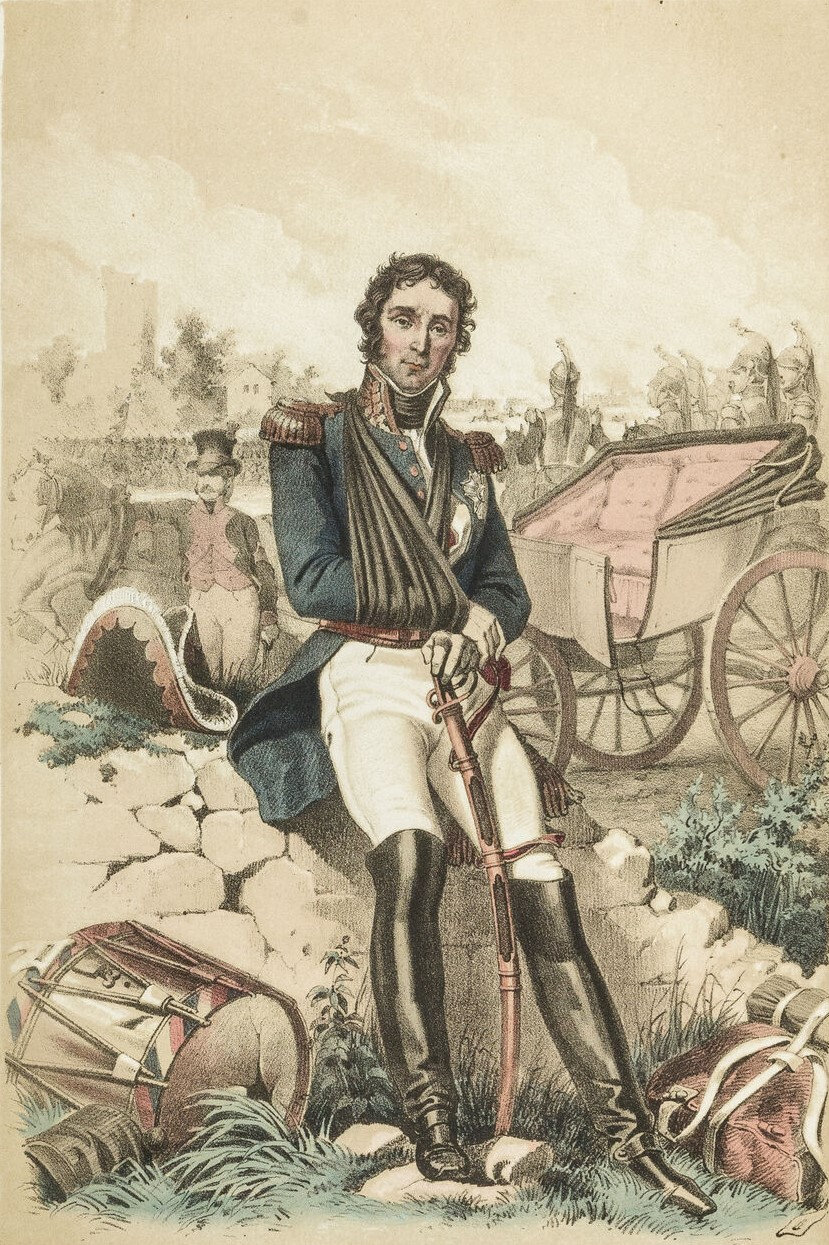
Le maréchal Masséna à Wagram. Illustration d'Henri Félix Emmanuel Philippoteaux lithographiée par C. Bour, 1846.

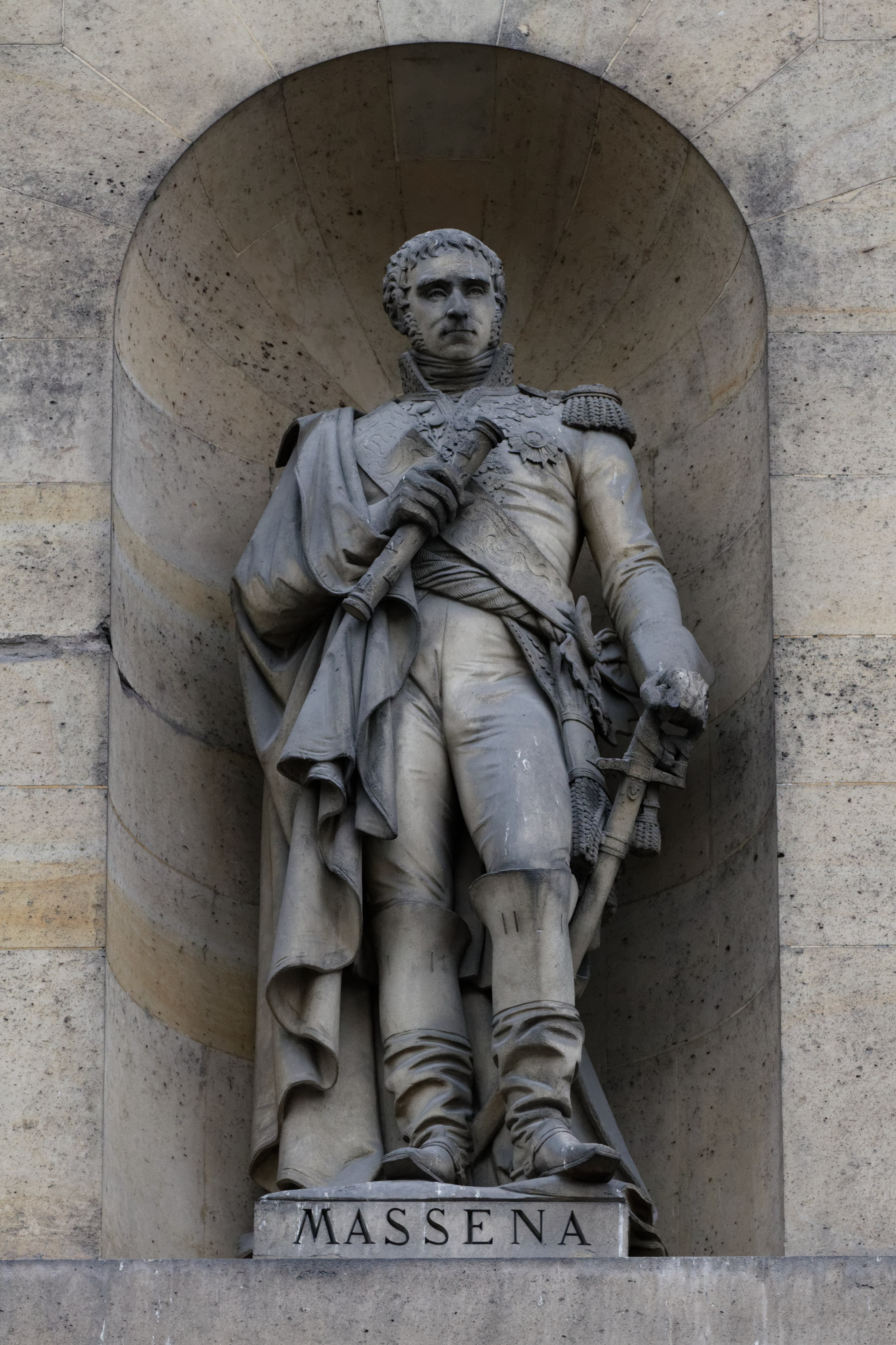
Statue du maréchal Masséna sur la façade nord du pavillon de Rohan au palais du Louvre, à Paris.

Figurant parmi les meilleurs et les plus célèbres généraux de la Révolution et de l'Empire, Masséna révèle sur le champ de bataille d'incontestables talents de stratège et de tacticien. Sa carrière militaire forme un cas unique chez les maréchaux de Napoléon et rares sont les chefs de guerre européens à pouvoir prétendre à un niveau de réussite comparable à celui de Masséna. Cette renommée, ajoutée à ses nombreux faits d'armes, a favorisé la carrière de beaucoup : la plupart des maréchaux français de la période ont ainsi servi à un moment ou à un autre sous son commandement. L'historien militaire britannique David G. Chandler le cite, en dehors de Napoléon, comme l'un des deux grands capitaines de l'armée française avec Davout, et l'un de ses adversaires les plus redoutables, le duc de Wellington, a admis qu'il « ne dormait pas tranquille » face à Masséna sur un champ de bataille.
De même, l'historien britannique Charles Oman décrit Masséna comme un « grand général », ajoutant à ce sujet : « de tous les maréchaux du Premier Empire, il fut sans aucun doute le plus capable ; Davout et Soult, avec toutes leurs compétences, lui étaient inférieurs. Pour preuve de son audace et de son talent à saisir rapidement une opportunité, il suffit de mentionner la bataille de Zurich ; pour preuve de son obstination magnifique, la défense de Gênes au début de sa carrière est à mettre en parallèle avec sa persévérance devant les lignes de Torres Vedras à sa fin ». À Sainte-Hélène, Napoléon lui-même a considéré, au moins pendant un temps, son meilleur général comme étant Masséna et a toujours manifesté une haute opinion de ses qualités militaires, le jugeant l'un des rares, aux côtés des maréchaux Murat, Lannes et Davout, à être capable d'assumer temporairement le commandement suprême sur le théâtre des opérations pendant son absence. En 1805, livrant à un contre deux l'indécise bataille de Caldiero, il empêche l'armée de l'archiduc Charles de venir porter secours au gros des forces autrichiennes en Europe centrale. En 1809, la retraite des troupes françaises qu'il supervise à l'issue de la bataille d'Essling dans des conditions particulièrement périlleuses, de même que l'attitude dont il fait preuve à cette occasion, sont considérées comme remarquables. L'historien Frédéric Hulot, qui voit en Masséna un « admirable tacticien », écrit :

« Doué d'un sens du terrain, d'une juste vue du possible, d'un art de la manœuvre, il était en plus doté d'une obstination féroce pour atteindre le but qu'il s'était fixé et d'un sang-froid qui lui permettait de conserver toute sa lucidité dans les situations les plus critiques. Il avait merveilleusement compris, à l'inverse de certains de ses contemporains, que la guerre est avant tout une fonction dynamique qui s'exprime par le mouvement et s'appuie sur la puissance de feu. »

Si ses campagnes de 1805 et de 1809 sont regardées sous un jour favorable, en revanche, son échec lors de la campagne du Portugal en 1810 jette une ombre fâcheuse sur sa carrière. Masséna apparaît alors usé et prématurément vieilli : « il n'avait que 52 ans, mais il en paraissait 60 » remarque l'un de ses subordonnés, le général Maximilien Sébastien Foy. Richard Humble juge sévèrement la façon dont le maréchal a conduit la bataille de Buçaco, qualifiant sa décision d'attaquer frontalement les lignes anglo-portugaises d'« ahurissante » et commentant cet échec comme l'une des performances les plus décevantes de sa carrière. Donald Horward prend sa défense en écrivant que « même s'il fit preuve de sa ténacité habituelle au cours de la campagne, la stratégie employée durant l'invasion avait été dictée par Napoléon et appliquée sur le terrain par son état-major et ses chefs de corps ; son armée avait été abandonnée alors qu'elle était sur le point d'atteindre son but ; enfin, les objectifs de la campagne avaient été annulés et son immense réputation militaire avait été compromise par des négligences commises par d'autres ».
Cela n'empêche pas pour autant le prince d'Essling de redevenir le meilleur de lui-même à la bataille de Fuentes de Oñoro, où la victoire lui échappe de justesse ; par ailleurs, il s'agit de la campagne où Masséna repousse Wellington dans ses retranchements comme aucun autre chef militaire français ne l'a fait avant lui. Pour cette raison, il figure selon Humble parmi les meilleurs maréchaux déployés dans la péninsule Ibérique, derrière Soult mais devant Marmont et Suchet, et comme le meilleur tacticien français du secteur. Pour sa part, l'historien Oleg Sokolov, classant les mérites des grands capitaines de l'armée impériale, reconnaît à Masséna de remarquables capacités militaires, du charisme et une carrière prestigieuse, mais estime tout de même ses talents inférieurs à ceux de Davout et de Suchet. Napoléon, qui s'est plaint dans la dernière partie de sa carrière de la baisse des qualités physiques et intellectuelles du maréchal, lui a cependant rendu hommage en parlant de lui comme d'un « homme supérieur », capable de « garder son sang-froid dans la fureur de l'action » et dont le « talent grandissait au milieu du danger ». L'Empereur ajoute à ce sujet : « était-il vaincu, il recommençait comme s'il eût été vainqueur ».

### Personnalité
Si les talents guerriers de Masséna ont fait l'objet de commentaires élogieux, ceux-ci sont toutefois sérieusement entachés par sa cupidité et son goût du pillage. L'historien John R. Elting écrit qu'« en dehors de son métier de soldat, il n'avait que deux passions : l'argent et les femmes ». Il est en effet connu dans toute l'armée comme un pillard insatiable, avare et soucieux de s'enrichir sur les biens matériels ; lors de la première campagne d'Italie, certaines villes et régions occupées par sa division sont ainsi totalement saccagées et de nombreuses plaintes sont adressées à Bonaparte, qui préfère néanmoins fermer les yeux sur les agissements de son subordonné. Ses prévarications en tout genre, bien connues de ses contemporains, lui valent d'être surnommé par dérision l'« enfant pourri de la victoire ». Il n'hésite pas non plus à recourir à des méthodes de guerre brutales, notamment au cours de la campagne de Calabre, où ses troupes pillent et incendient la ville de Lauria et massacrent bon nombre de ses habitants. Ces mesures expéditives ne sont toutefois pas systématiques : en juillet 1810, il annule ainsi l'assaut prévu contre Ciudad Rodrigo à l'annonce de la reddition de la place, évitant à cette dernière une mise à sac en règle.

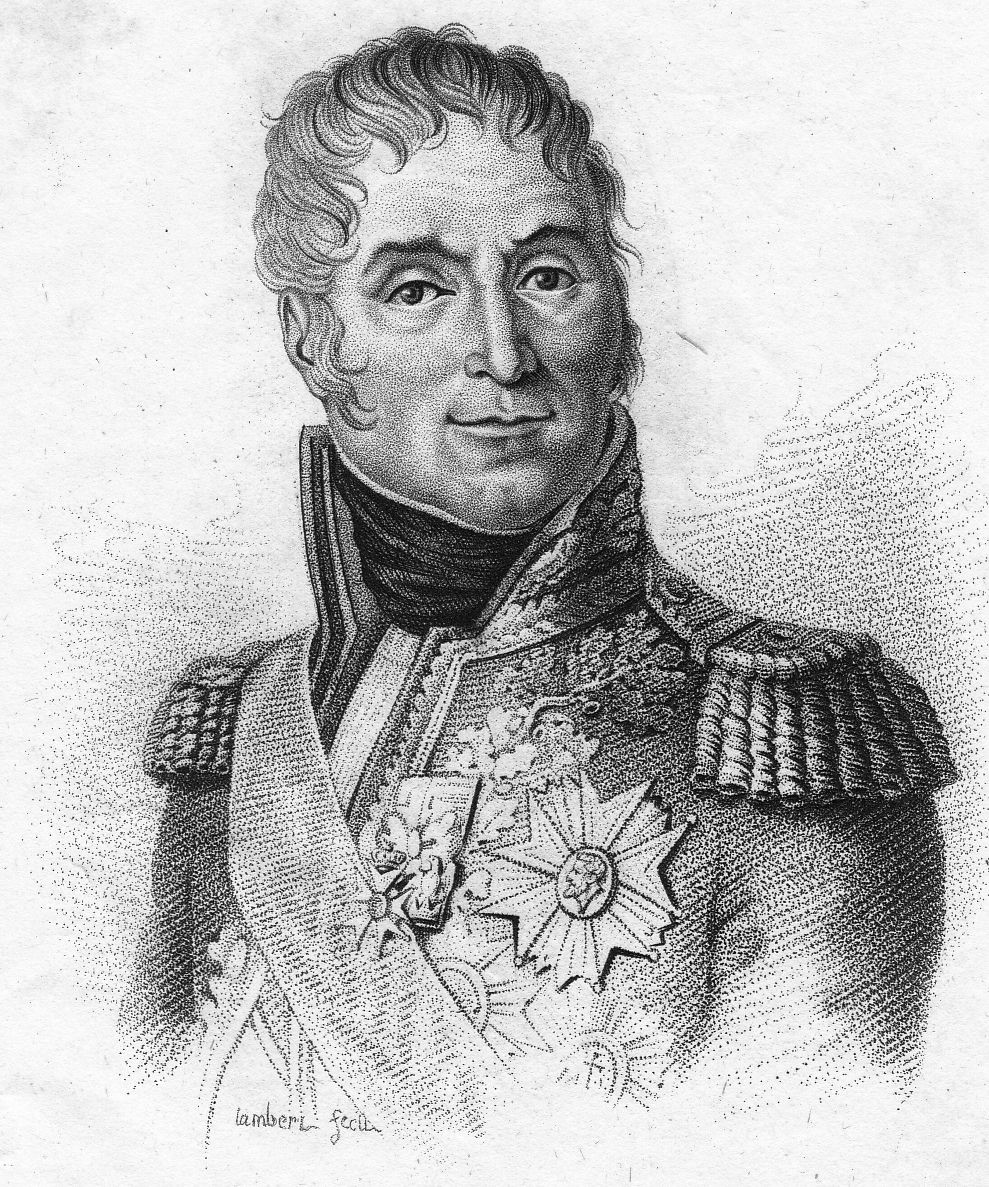
Portrait du maréchal Masséna par le dessinateur Forestier, XIXe siècle.

Les condamnations des excès auxquels se livre le maréchal reviennent régulièrement sous la plume de Napoléon, pour qui « cet homme [Masséna] n'a pas l'élévation nécessaire pour conduire des Français » ; à Sainte-Hélène encore, l'empereur déchu le traite de « voleur » et déclare à son propos : « c'eût été un grand homme, si ses qualités brillantes n'eussent été ternies par l'avarice ». Lors de son commandement en Italie en 1806, il engrange ainsi un bénéfice de trois millions de francs en contournant la loi sur les importations, et Napoléon doit sévir pour l'obliger à reverser cette somme au trésor de l'armée. Après la bataille de Wagram, Napoléon ayant demandé au maréchal de récompenser les deux cochers de sa voiture qui s'étaient exposés tout au long du combat, Masséna ne consent à accorder une rente à chacun qu'après de nombreuses récriminations.
Sous l'Empire, le vainqueur de Zurich amasse une fortune immense, fruit de ses dotations et pensions, de ses traitements de maréchal et de la Légion d'honneur ainsi que de diverses sommes provenant de ses pillages. Il est ainsi, après Berthier, le deuxième plus gros bénéficiaire des dotations impériales, lesquelles s'élèvent à 933 375 francs sur l'ensemble de la période. Le montant de ses revenus annuels est estimé à 683 375 francs. Il peut de fait acquérir le château de Rueil dans les Hauts-de-Seine, l'hôtel de Bentheim situé rue Saint-Dominique à Paris et une maison de campagne en périphérie de la capitale,.
L'historien Richard Dunn-Pattison décrit Masséna de la manière suivante : « mince et svelte, une taille inférieure à la moyenne, un visage italien très expressif, une bouche agréable, un nez aquilin et des yeux noirs étincelants ». Elting souligne son port de tête « altier », bien que « légèrement incliné vers la gauche ». Malgré sa petite taille — 1,62 m environ —, c'est un personnage charismatique et capable de galvaniser l'énergie de ses soldats. Son attirance pour les femmes le pousse, dès l'Italie, à se faire suivre en campagne par son amante, Silvia Cepolini, ce qui lui vaut un rappel à l'ordre formel de Bonaparte. Devenu maréchal, il récidive en s'affichant à l'armée avec Eugénie Renique, une jeune danseuse de l'Opéra, dont la présence à ses côtés n'est pas très bien accueillie par les militaires. Cette situation jugée inconvenante atteint son paroxysme lors de la campagne du Portugal, où, d'après les mémorialistes, la relation entre le prince d'Essling et sa maîtresse tend à déborder sur les opérations militaires proprement dites.
En dépit de ses infidélités, Masséna reste en bonne entente avec sa femme qui a décidé de fermer les yeux sur les aventures extra-conjugales de son mari ; « ainsi parvinrent-ils au terme de leur existence commune sans avoir connu ni la grande passion, ni la brouille qui la suit trop communément », écrit Louis Chardigny. En famille, Masséna se montre d'ailleurs un père attentionné et soucieux de l'éducation de ses enfants,. Illettré pendant sa jeunesse, le maréchal en garde un profond désintérêt pour la lecture et une instruction très sommaire, source de complexe, même s'il parle couramment le français et l'italien. Le prince Jean de Liechtenstein, qui le rencontre au moment de la signature de l'armistice de Znaïm en 1809, lui reproche ainsi de s'exprimer comme un « cocher de fiacre ».
Ses relations avec Napoléon sont quant à elles marquées du sceau de la défiance ; l'empereur, bien qu'admiratif des talents militaires de Masséna, a toujours entretenu avec lui des rapports distants, peut-être en raison de sa jalousie à l'égard des exploits antérieurs de son lieutenant, à l'époque où lui-même n'était encore qu'un simple officier. De fait, le maréchal et sa femme ne font que peu d'apparitions à la Cour, où Masséna, contrairement à la plupart des autres maréchaux, n'obtient aucune charge honorifique. Il ne compte que peu d'amis proches parmi les maréchaux et s'attire même de profondes inimitiés ; ses relations avec Ney et Berthier, en particulier, sont exécrables. Il sait pourtant, quand il le faut, mettre en valeur les actes de ses subordonnés et prend soin de s'entourer d'un aréopage d'officiers compétents, comme Reille, Sainte-Croix ou Pelet.

## Publications

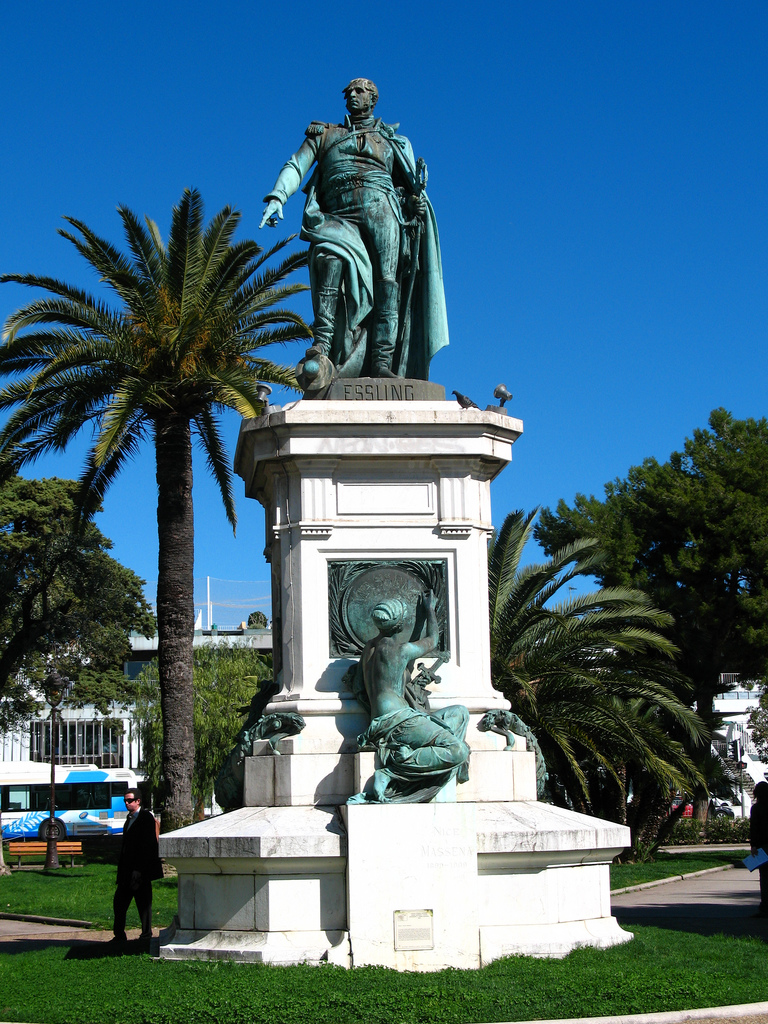
Statue de Masséna à Nice.

Masséna est l'auteur d'un ouvrage intitulé Mémoire de M. le Maréchal Masséna, sur les événements qui ont eu lieu en Provence, pendant les mois de mars et d'avril 1815, édité en 1816 chez Delaunay. Ses Mémoires, publiés entre 1849 et 1850, ont en fait été rédigés par le général Jean-Baptiste-Frédéric Koch,. Ils ont fait l'objet d'une réédition entre 1966 et 1967.

## Mariage et descendance
Le 10 août 1789, il épouse Anne Marie Rosalie Lamare (1765–1829), fille d'un maître en chirurgie d'Antibes,. L'épouse est décrite par Louis Chardigny comme une « bonne bourgeoise, correcte, bien en chair, fort occupée de son intérieur et très près de ses intérêts ». Le couple a quatre enfants :
- Marie Anne Élisabeth Masséna (8 juillet 1790 – 18 mars 1794),
- Jacques Prosper Masséna (Antibes, 25 juin 1793 – 13 mai 1821), 2e prince d'Essling (3 juillet 1818)
- Victoire Thècle Masséna (Antibes, 28 septembre 1794 – 18 mars 1857), se maria le 12 septembre 1814 avec le maréchal Honoré Charles, comte Reille (Antibes, 1 septembre 1775 – 4 mars 1860), ancien aide de camp de Masséna et de Napoléon. De cette union, naquirent quatre fils, dont l'un René Reille (1835–1898) se maria avec Geneviève Soult de Dalmatie (1844–1910), fille de Napoléon-Hector Soult de Dalmatie et petite-fille du maréchal Soult, et un autre, Gustave-Charles-Prosper Reille (1818–1895), qui lui se maria avec sa cousine germaine Françoise Anne Masséna (1824–1902), fille de François Victor Masséna (1799–1863).
- François Victor Masséna (Antibes, 2 avril 1799 – 16 avril 1863), qui succède à son père comme 2e duc de Rivoli et à son frère comme 3e prince d'Essling.

C'est pour installer sa maîtresse Eugénie Renique (1780-1836), danseuse à l'Opéra, qu'il achète à Augereau l'ancien presbytère au nord de l'église Saint-Hermeland de Bagneux, connue aujourd'hui sous le nom de Maison Masséna.

## Hommages

### Iconographie
Une médaille posthume à l'effigie de Masséna a été exécutée par le graveur Louis Jaley, artiste lié à la franc-maçonnerie. Un exemplaire en est conservé au musée Carnavalet (ND 0358).
Une statue en son honneur a été inaugurée à Nice, le 15 août 1869 (statue de Masséna). Elle est l'œuvre du sculpteur Albert-Ernest Carrier-Belleuse.
Un buste à son effigie est exposé dans l'hémicycle du Sénat depuis 1842.

### En musique
Henri Kling composa en 1887 Le Maréchal Masséna, une marche pour orchestre d'harmonie (op. 426). Celle-ci fait partie d'une série consacrée également au Général Hoche, au Général Marceau (1884), et au Général Kléber (1887).

## Sources
- Les papiers personnels d'André Masséna sont conservés aux Archives nationales, site de Pierrefitte-sur-Seine, sous la cote 304Mi [311AP] : Inventaire du fonds.